# Enrico I di Sassonia
Enrico I di Sassonia, noto anche come Enrico l'Uccellatore (in tedesco Heinrich der Vogler) a partire dal XII secolo (Memleben, 876 – Memleben, 2 luglio 936), fu duca di Sassonia dal 912 alla morte e re dei Franchi Orientali dal 919 alla morte.
All'inizio del X secolo, quando le ripetute invasioni magiare e la debolezza della tarda regalità carolingia scossero il regno dei Franchi Orientali, Enrico riuscì a stabilire una posizione di primo piano in Sassonia attraverso abili legami matrimoniali. A questo scopo, approfittò delle faide nobiliari tra le potenti famiglie aristocratiche per la supremazia nelle singole aree tribali del regno dei Franchi Orientali, le quali portarono alla creazione di poteri intermedi regionali, i successivi ducati. A differenza del suo predecessore Corrado I di Franconia, Enrico, una volta sovrano, non tentò più di esercitare il dominio diretto sull'intero regno, ma piuttosto consolidò il suo dominio sui suoi duchi, i duces, attraverso patti di amicizia e una rinuncia di vasta portata nell'esercizio di governo in queste instabili strutture creatosi. Dopo una tregua di nove anni con i Magiari, che sfruttò per sviluppare ampie misure difensive, riuscì, nella battaglia di Riade del 933, a sconfiggere questo popolo nomade, che erano stati a lungo considerati invincibili. In un allontanamento dalla pratica carolingia dei suoi predecessori, il regno non fu più diviso dopo la sua morte, e passò in toto al figlio maggiore frutto del suo secondo matrimonio, Ottone, mentre il figlio maggiore Tankmaro non fu preso in considerazione nella successione.
L'epoca di Enrico I è caratterizzata da una lacunosità cronica di fonti che ha pochi riscontri nel Medioevo europeo. Le fonti ottoniane, scritte solo decenni dopo la sua morte, rendono particolare omaggio all'unificazione e alla pacificazione del regno da parte del Liudolfingio, sia internamente che esternamente. Per molto tempo, Enrico è stato considerato il primo re "tedesco" del "regno tedesco". Solo nella ricerca moderna è prevalsa l'opinione che il regno tedesco non nacque da un preciso atto, ma piuttosto da un lungo processo. Ciononostante, si ritiene che Enrico abbia avuto un ruolo decisivo nell'origine del regno.

## Vita fino alla regalità

### Origini e politica matrimoniale

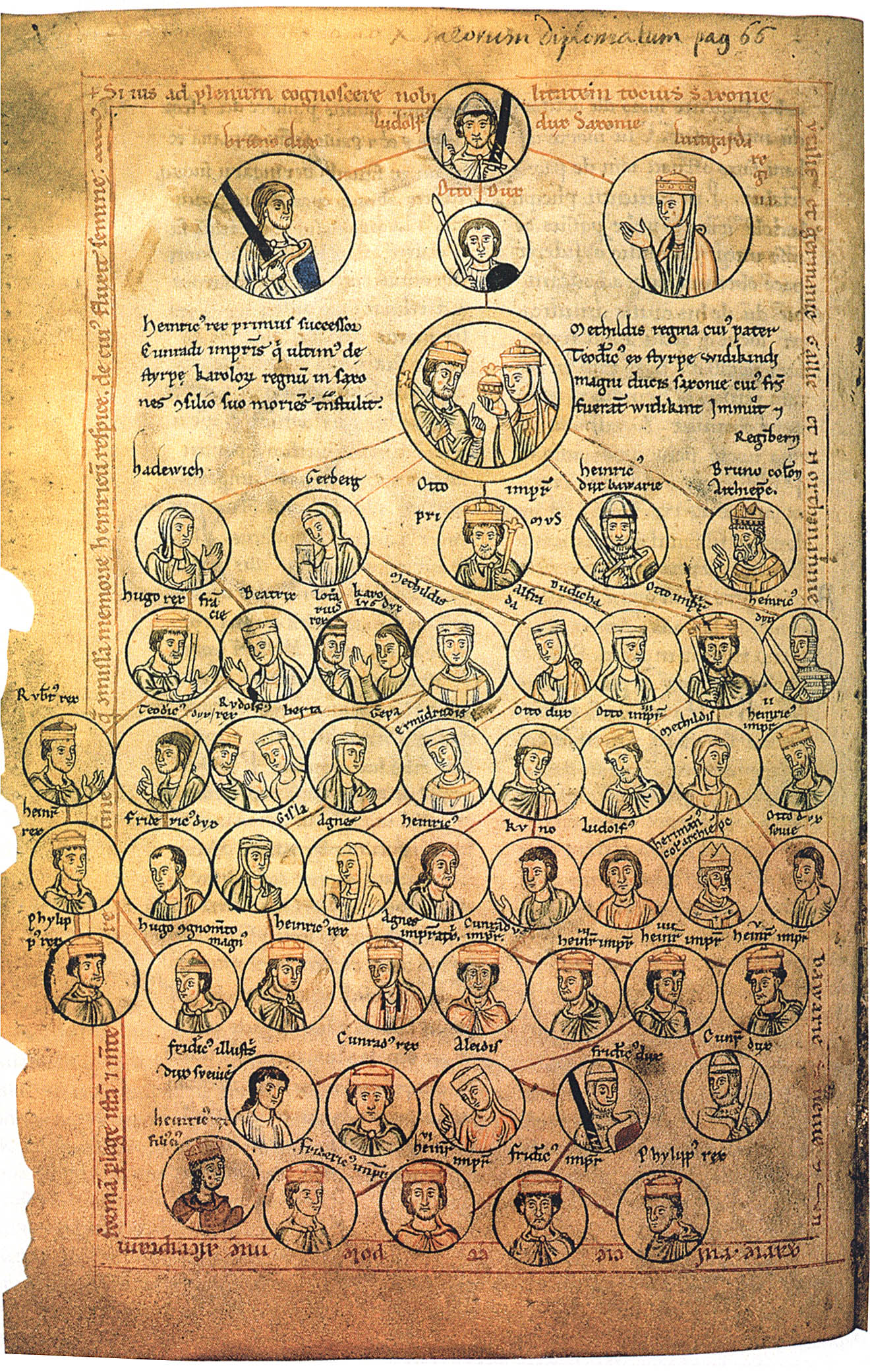
Tavola genealogica degli Ottoni con Heinricus rex e Methildis regina in un doppio cerchio (Chronica sancti Pantaleonis, seconda metà del XII secolo. Herzog August Bibliothek, Wolfenbüttel, Cod. Guelf. 74,3 Aug., p. 226)

Dal lato paterno, la famiglia di Enrico può essere fatta risalire solo al nonno di questo, Liudolfo, documentato come comes (conte) e, come tale, aveva il compito di esercitare i diritti reali in una certa contea, un comitatus. I possedimenti dei Liudolfingi erano situati alle pendici occidentali dei monti Harz, sul Leine e Nette con Gandersheim, Brunshausen, Grone e forse Dahlum ed Ahnhausen. La dinastia doveva in gran parte questa ricchezza alla sua stretta connessione con i sovrani carolingi del regno dei Franchi Orientali, poiché gli antenati di Liudolfo, essendo stati partigiani dei Franchi durante le guerre sassoni, non erano annoverati tra gli avversari di Carlo Magno. I luoghi più importanti del loro dominio e centri di Memorialwesen furono le comunità femminili, che fondarono prima a Brunshausen e dall'881 nella vicina abbazia di Gandersheim. Numerose donazioni e fondazioni attestano i suoi stretti legami con quest'ultimo monastero.
Liudolfo era sposato con Oda, figlia di un grande del regno franco. Da questo matrimonio nacquero i figli Bruno e Ottone, detto l'Illustre. Il primo divenne probabilmente il capo della stirpe dei Liudolfingi, ma morì nell'880 con un esercito composto principalmente da sassoni contro i Normanni nella battaglia della landa di Luneburgo. Le scarse fonti alla fine del IX secolo dicono poco riguardo alla posizione di Ottone l'Illustre: sembra che questo divenne, in circostanze sconosciute, abate laico dell'abbazia imperiale di Hersfeld ed esercitò così un'influenza decisiva su questa abbazia nella regione sassone-francone; Ottone è l'unico abate laico attestato nel regno dei Franchi Orientali, il che dimostra l'importanza della sua posizione. Era sposato con Edvige della famiglia franca dei vecchi Babenberg, unione da cui nacque, tra gli altri, Enrico. Un rapporto di parentela più stretto esisteva tra Ottone l'Illustre e i carolingi Ludovico III il Giovane ed Arnolfo di Carinzia, in quanto la sorella di Ottone, Liutgarda, era sposata con Ludovico il Giovane. Ottone probabilmente accompagnò Arnolfo, che era frutto di una relazione illegittima con il re Carlomanno di Baviera, nel suo Italienzug dell'894. Nell'897 la figlia di Ottone, Oda, e il figlio illegittimo di Arnolfo, Sventiboldo, si sposarono.
Già durante la vita di Ottone divenne chiara una maggiore focalizzazione sulla Sassonia. A livello extraregionale/regio, Ottone compare solo sporadicamente tra l'897 ed il 906 come interveniente nei documenti reali. Al più tardi nella primavera del 906, Ottone diede ad Enrico il comando militare contro gli slavi Daleminzi nella zona intorno a Meissen. L'esito della faida di Babenberg, che fu combattuta per le posizioni di potere della Franconia tra i vecchi Babenberg franchi e i Corradini, ebbe un impatto diretto sull'assetto della Königsnähe dei grandi. I Corradini uscirono vittoriosi dalla faida e assunsero un ruolo dominante alla corte reale, mentre i Liudolfingi persero la loro Königsnähe, inducendoli a focalizzarsi sulla Sassonia. Fino ad allora, i Liudolfingi si erano sforzati di stringere legami matrimoniali con membri del popolo franco, ma, con il loro ridimensionamento politico, essi si concentrarono sui legami con l'aristocrazia sassone, il che si espresse con il matrimonio tra Enrico ed Hatheburga, una delle due figlie del ricco nobile sassone Ervino di Merseburgo, ampliando così i possedimenti Liudolfingi. Ci furono serie obiezioni canoniche a questo matrimonio, che diede frutto ad un figlio, Tankmaro, poiché Hatheburga era già diventata suora dopo il suo primo matrimonio; questa fu quindi rimandata poco dopo al monastero, ma Enrico mantenne la sua ricca dote dentro e intorno a Merseburgo. Nel 909, Enrico, all'età di trentatré anni, sposò Matilde, che probabilmente aveva solo tredici anni, discendente del duca sassone Vitichindo, nel palazzo reale di Wallhausen. La badessa di Herford e la nonna Matilde, avente lo stesso nome della nipote, diedero il loro consenso. Attraverso il padre di Matilde, Teodorico, un conte della Vestfalia, i Liudolfingi furono in grado di stabilire dei collegamenti parentali con le parti occidentali dell'allora Sassonia.

### Duca di Sassonia
A seguito della morte di Ottone l'Illustre il 30 novembre 912, il nuovo re dei Franchi Orientali Corrado I di Franconia ebbe l'opportunità di riorganizzare la situazione in Sassonia. Corrado celebrò la festa della Purificazione della Vergine nell'abbazia di Corvey e ne confermò i privilegi. Il 18 febbraio 913, a Kassel, Corrado assicurò al monastero imperiale di Hersfeld, di cui Ottone era stato abate laico, la libera scelta dell'abate e conferì dei privilegi all'abbazia di Meschede; di conseguenza, Enrico non fu in grado di succedere a suo padre come abate laico. Secondo Vitichindo di Corvey, Corrado aveva timore a trasferire tutto il potere di Ottone al figlio Enrico e i sassoni, indignati, consigliarono quindi al loro duca di far valere le sue pretese con la forza. Secondo le Res gestae saxonicae di Vitichindo, che illustra nel primo libro la lotta tra Corrado ed Enrico, Corrado cercò di assassinare Enrico con il sostegno dell'arcivescovo di Magonza, Attone I (il cui ruolo nel tentativo di assassinio varia a seconda dei diversi testimoni di Vitichindo tramandataci): per mezzo di una collana d'oro appositamente commissionata e di ricchi regali, Enrico doveva essere persuaso a partecipare a un banchetto (convivium) per poi essere ucciso, ma il complotto fu rivelato ad Enrico dall'orafo incaricato della creazione della collana. Il duca di Sassonia quindi devastò i possedimenti turingi e sassoni dell'arcivescovo di Magonza, distribuendo le conquiste effettuate ai suoi vassalli. Corrado quindi mandò suo fratello Eberardo con un esercito in Sassonia, ma venne sconfitto; nel 915 Corrado inviò un ulteriore esercito ed incontrò quello di Enrico a Grone (ad ovest di Gottinga). Enrico in tale occasione era militarmente inferiore al re e sembra essersi sottoposto a un atto ufficiale di sottomissione con il quale riconobbe re Corrado come re. Il re dei Franchi Orientali e il duca sassone si accordarono quindi sul riconoscimento dello status quo e sul rispetto reciproco delle zone di influenza. Dopo il 915 non ci furono più conflitti tra Corrado ed Enrico. Nel dibattito accademico, si ritenne addirittura che Corrado avesse già concesso al suo avversario Enrico la successione al trono a Grone.
Le idee contrastanti di re Corrado e dei duchi sul rapporto tra regalità e nobiltà non potevano essere conciliate. Quando Corrado fece giustiziare i cognati Ercangero e Bertoldo nel 917, Burcardo (II) fu nominato duca di Svevia dalla nobiltà sveva. Entro il 916, i rapporti di Corrado con il Luitpoldingio Arnolfo il Cattivo si deteriorarono a tal punto che Corrado intraprese un'azione militare contro di lui. Negli scontri che seguirono, Corrado riportò una grave ferita che limitò gravemente il suo raggio d'azione e alla quale soccombette il 23 dicembre 918.

## Regalità

### "Designazione" da parte di Corrado
Il trasferimento del potere da Corrado I a Enrico I è descritto allo stesso modo da Liutprando di Cremona, Adalberto di Magdeburgo e Vitichindo di Corvey: prima della sua morte, lo stesso re Corrado diede ordine di offrire ad Enrico la dignità regia e di portargli le insegne regie. Suo fratello Eberardo seguì la volontà fraterna. Secondo il tanto discusso racconto di Vitichindo, il re morente avrebbe ordinato allo stesso fratello Eberardo di rinunciare al trono e di trasferire le insegne del potere pubblico ai sassoni e al duca Enrico ([...] Heinrico cedit, rerum publicarum secus Saxones summa esta) al duca sassone Enrico per mancanza di fortuna e mores (spesso tradotto nella ricerca tedesca in Königsheil). Nell'affermazione che Enrico divenne re per volontà di Corrado, le fonti concordano. Secondo Vitichindo, invece, Eberardo era solo sul letto di morte di Corrado, mentre, secondo Adalberto, Corrado implorò i suoi fratelli e parenti, i capi dei Franconi (fratribus et cognatis suis, maioribus scilicet Francorum) di eleggere a re Enrico di Sassonia. Liutprando, a sua volta, riporta che Corrado fece convocare i duchi di Svevia, Baviera, Lotarigia, Franconia e Sassonia per ordinare loro di nominare a re Enrico, che non era presente. Se ci fosse veramente stata una designazione di Enrico da parte del morente Corrado, come sostiene la storiografia ottoniana, è discusso nella ricerca. Contro l'affermazione di una designazione da parte di Corrado, parla la vacanza insolitamente lunga del trono di circa cinque mesi, prima di arrivare tra il 14 e il 24 maggio 919 a Fritzlar all'elevazione di Enrico a re. Sembra quindi che siano stati necessari negoziati piuttosto duri prima che il re potesse essere eletto.

### L'elevazione a re a Fritzlar nel maggio 919
Nel palazzo reale di Fritzlar, situata nella zona di confine tra Franconia e Sassonia, Enrico fu elevato a re dei Franchi e dei Sassoni nel maggio 919. Eberardo aveva precedentemente stabilito la sua relazione con Enrico: in qualità di amicus regis (amico del re) e duca di Franconia, Eberardo rimase uno degli uomini più importanti del regno fino alla morte di Enrico. Dopo la tanto discussa "rinuncia all'unzione" narrata da Vitichindo, il Corradino Eberardo riconobbe Enrico come re davanti ai Franchi e ai Sassoni riuniti. Quando l'arcivescovo di Magonza Erigero gli offrì l'unzione con l'incoronazione, Enrico rispose: «Mi basta che io sia detto e designato re davanti ai miei magnati, consentendovi la grazia divina e la vostra pietà; l'unzione e la corona siano per persone migliori di noi: ci consideriamo indegni di tanto onore». In contrasto con la visione tradizionale, Gerd Althoff e Hagen Keller (1985) tradussero la parola maiores usata da Vitichindo in "i grandi" invece di tradurla in "antenati": secondo questa interpretazione, l'affermazione di Enrico è un'espressione programmatica che mostra la sua volontà di rinunciare alle prerogative basilari della regalità, forse per sembrare maggiormente un primus inter pares tra i duchi. Ludger Körntgen (2001) vorrebbe invece tradurre il termine maiores in "antenati" e si riferisce in questo contesto alla concezione storiografica di Vitichindo; quest'ultimo persegue infatti una “struttura a tre ordini di regalità ottoniana”: dalla modestia del padre nei confronti degli antenati (maiores), che avevano già offerto la corona a Ottone l'Illustre, passando allo stesso re Enrico, che in profetica lungimiranza, voleva riservare l'unzione ai più degni (meliores) che non erano ancora venuti, fino ai discendenti finalmente consacrati Ottone I e Ottone II, sotto i quali la regalità era giunta al pieno sviluppo attraverso l'unzione e l'incoronazione.

### Stato del regno all'ascesa al potere di Enrico
Enrico assunse la regalità in circostanze estremamente difficili. Minacce interne ed esterne al regno e, allo stesso tempo, un debole potere regio carolingio debole all'inizio del X secolo promossero chiaramente gli sforzi dei grandi per consolidare il loro potere nei singoli regna e per rivendicare la leadership all'interno della Stamme. In Lotaringia, Svevia e Franconia furono intraprese faide tra la nobiltà per il dominio della regione a cui il predecessore di Enrico, Corrado, tentò invano di opporsi a questa tendenza; egli, però, non fu in grado di imporre il suo governo regio né in Svevia né in Baviera e alla fine del suo governo fu confinato interamente alla Franconia. Nonostante le varie campagne, inoltre, non riuscì a impedire la conquista della Lotaringia da parte di Carlo III il Semplice. Il compito più urgente di Enrico come re era regolare i suoi rapporti con i gruppi aristocratici nei singoli ducati e ricollegare la nobiltà al centro regio.
Oltre alle faide nobiliari, la pace e la stabilità del regno furono scosse dalle invasioni magiare, che portarono alla perdita della legittimità regia. L'esercito carolingio si rivelò troppo poco flessibile contro il nemico, che invadeva e si ritirava rapidamente con i loro arcieri a cavallo. Dalla fine del IX secolo, i Magiari minacciarono inizialmente l'est del regno. Le incursioni si diffusero infine dall'Italia, dalla Grande Moravia e dalla marca orientale sassone alla Baviera, Svevia, Lotaringia e Sassonia. I poteri locali furono in gran parte impotenti di fronte alle incursioni magiare fino agli anni '20 del X secolo.
Enrico dovette esercitare la sua regalità con mezzi diversi dai suoi predecessori carolingi. I meccanismi amministrativi dell'era carolingia non erano più a disposizione di Enrico per la penetrazione amministrativa del suo governo regio nel suo regno, e l'importanza della forma scritta, dell'ufficio e della centralità regia era ormai diminuita. La forma scritta divenne meno importante come strumento di potere e di comunicazione. La corte regia non produsse documenti in questo periodo. Già sotto Ludovico il Germanico i capitolari scomparvero dal regno come importanti documenti per l'organizzazione del governo. L'istituzione dei missi dominici, che avrebbero dovuto esercitare la funzione di controllo sui funzionari reali in loco, non esisteva più. La dignità di conte, conferita dal re secondo il merito, l'idoneità, e i rapporti clientelari con il centro regio aveva perso il suo carattere di ufficiale reale ed era ormai divenuta parte del patrimonio ereditabile dell'aristocrazia. Al suo posto, gli atti di comunicazione rituale acquisirono una maggiore importanza: il risultato di questo cambiamento strutturale fu una "struttura policentrica dell'ordine di governo" che non può più essere interpretata strumentalmente dal punto di vista del re. L'assenza di elementi dello stato moderno come la legislazione, l'amministrazione, l'organizzazione degli uffici, il potere giudiziario e il monopolio dell'uso della forza è ritenuta, in parte esagerando, da Gerd Althoff come una transizione dallo "stato carolingio" alla "regalità senza stato" ottoniana.

### Integrazione dei duchi nel regno dei Franchi Orientali

#### Svevia
Secondo Vitichindo, Enrico intraprese una campagna contro Burcardo II di Svevia subito dopo la sua elezione a duca nel 917. Sebbene Enrico non fu in grado di fronteggiare un'invasione magiara nel 919, Burcardo II di Svevia sembra essersi sottomesso al nuovo re senza resistenza nello stesso anno «con tutte le fortezze e con il suo popolo». Tuttavia, aveva ottenuto una posizione ducale solo poco tempo prima ed era certamente ancora non del tutto accettato dalla nobiltà locale, senza contare che il duca fu coinvolto in varie controversie con il re Rodolfo II di Borgogna. Enrico si accontentò del vassallaggio del duca e rinunciò all'esercizio diretto del governo in Svevia, lasciando a Burcardo il potere di disporre sull'erario e dei diritti reali sulle chiese imperiali, anche se tuttavia, non gli fu affatto data la completa sovranità ecclesiastica. Alla fine di novembre 920, Burcardo era già presente all'Hoftag di Enrico a Seelheim in Assia. Fino alla morte di Burcardo, Enrico non entrò più in Svevia.
Dopo la morte di Burcardo nel 926, Enrico nominò a duca di Svevia il corradino Ermanno, uno straniero, invece di nominare il figlio di pochi anni Burcardo. Senza alcuna Hausmacht nella sua giurisdizione, il neo-duca Ermanno era molto più dipendente da Enrico, e questo riuscì in tal modo a prendere il controllo del sistema religioso nel ducato.

#### Baviera
Fu più difficile per Enrico ottenere il riconoscimento della sua regalità da parte di Arnolfo di Baviera. Questo esercitò de facto una sorta di potere regale in Baviera dal 918. La nozione del cosiddetto Fragmentum de Arnulfo duce Bavariae secondo cui Enrico aveva attaccato una terra, dove nessuno dei suoi antenati avrebbe posseduto nemmeno un pezzo di terra illustra quanto sembrasse strano accettare il sassone Enrico come sovrano dei Franchi Orientali. La sequenza degli eventi che portò a un accordo tra Arnolfo ed Enrico è stata tramandata in modo frammentario e probabilmente fu solo dopo una seconda campagna che Arnolfo fu disposto a riconoscere la regalità di Enrico. Arnolfo quindi aprì le porte di Ratisbona, si recò da Enrico, si sottomise a lui e fu chiamato "amico del re". Enrico lasciò ad Arnolfo il diritto di designare i vescovi e l'erario dell'importante palazzo di Ratisbona. Inoltre, sulla base delle fonti, Enrico non sembra abbia mai avuto proprietà in Baviera. Come duca di Baviera, Arnolfo fece risalire il suo governo alla grazia di Dio e quindi sottolineò la sua posizione reale. Negli anni successivi, partecipò ad un Hoftag e comparve quattro volte come interveniente nei documenti di Enrico e lo sostenne nelle sue campagne contro la Boemia e l'Ungheria. Enrico una volta si riferì a lui in documento come fidelis et dilectus dux noster (il nostro fedele e amato duca).

#### Lotaringia

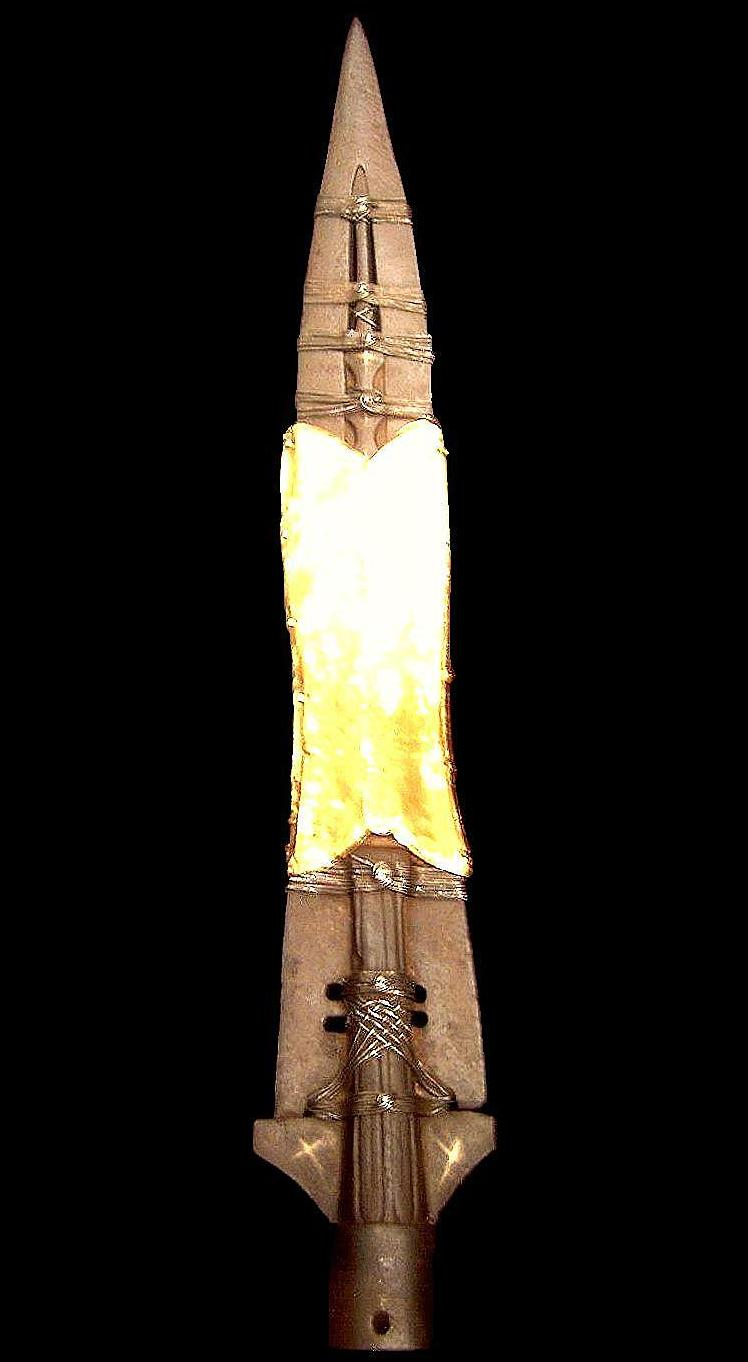
La Sacra Lancia nel Tesoro di Vienna.

In Lotaringia, Enrico non aveva inizialmente alcuna intenzione di contestare la regalità del franco occidentale della stirpe carolingia Carlo III il Semplice. Tuttavia, Enrico ebbe l'opportunità di influenzare la fisionomia del potere lotaringio attraverso le lotte interne al suo interno. Il 7 novembre 921, Enrico aveva stretto un'alleanza di amicizia con Carlo III il Semplice su una nave nel mezzo del Reno vicino a Bonn (unanimitatis pactum et societatis amicitia), e si riconobbero reciprocamente le loro rispettive regalità, accordandosi nel mantenimento dello status quo territoriale. Nel 922, la situazione cambiò per Enrico con l'elevazione del duca Roberto di Francia ad anti-re, dandogli l'opportunità di annettere la Lotaringia nel suo dominio. All'inizio del 923 fu concordata un'amicitia con Roberto, violando in tal modo il precedente accordo, poiché Roberto era il nemico del suo amico Carlo. Il 15 giugno 923, Carlo attaccò il suo rivale Roberto nei pressi di Soissons. Roberto morì in tale battaglia, ma Carlo venne ugualmente sconfitto e catturato e, al posto di Roberto, venne elevato ad anti-re Rodolfo di Borgogna nel 923. I disordini nel regno dei Franchi Occidentali, la morte di Roberto, l'imprigionamento di Carlo e l'ascesa di Rodolfo ebbero un impatto enorme sulla fisionomia di potere in Lotaringia. Dopo diverse campagne di Enrico, il più importante grande di Lotaringia Giselberto riconobbe il suo dominio nel 925 e, alla fine di tale anno, tutte le regioni della Grande Lotaringia si sottomisero al dominio di Enrico. In seguito, la Lotaringia divenne il quinto ducato del regno dei Franchi Orientali; tale processo fu portato a compimento con il matrimonio della figlia di Enrico, Gerberga, con Giselberto nel 928/29 e dalla sua elevazione a duca (dux).
Nella sua politica nei confronti dei vicini regni occidentali, anch'essi di tradizione carolingia, Enrico attribuiva grande importanza all'acquisizione di importanti reliquie, il cui trasferimento era destinato al miglioramento spirituale della futura abbazia di Quedlinburg. Enrico cercò di ottenere la Lancia Sacra poiché era considerata una reliquia di Cristo e sembra che Enrico abbia persino minacciato la guerra con Rodolfo II per ottenerla. Gli storici concludono che Rodolfo II di Borgogna consegnò la Lancia Sacra al sovrano franco orientale durante il suo soggiorno documentato all'Hoftag di Worms nel 929. Secondo le ricerche più recenti, tuttavia, è incerto se la Lancia Sacra custodita a Vienna sia mai stata consegnata al re Enrico e in quale forma. Durante la crisi di governo dei Carolingi nel regno dei Franchi Occidentali, Carlo III il Semplice inviò una richiesta di aiuto a Enrico e gli offrì la reliquia della mano di san Dionigi. Enrico chiese le spoglie del santo all'abate lorense dell'abbazia di San Servazio, ma ricevette solo la sua stola e il suo pastorale. Il trasferimento di reliquie di santi in Sassonia e nel regno dei Franchi Orientali era già iniziato in epoca carolingia, ma Enrico lo aumentò considerevolmente.

### Adelspolitik
Enrico risolse le tensioni e i conflitti con la nobiltà trasformando i suoi avversari in amici. Il rapporto tra la regalità e i duchi di Svevia, Franconia e Baviera fu determinato dall'amicizia e da una vasta indipendenza, ma solo dopo un dimostrativo atto di subordinazione. A differenza del suo predecessore Corrado, Enrico non tentò di appropriarsi delle prerogative e dei mezzi di potere della regalità carolingia, ma li lasciò, fuori dal proprio dominio, ai duchi che avevano assunto posizioni di comando nei regna del regno dei Franchi Orientali. L'equilibrio di potere esistente e la rinuncia al potere al di fuori della Sassonia furono riconosciuti da Enrico, ma i duchi si impegnarono a sostenerlo permanentemente e gli fornirono truppe per le sue campagne militari. I duchi compaiono per primi dopo il re ed erano i più alti di rango quando si presentavano alla corte reale. I sigilli e i documenti dei duchi, così come le monete ducali, provano che ai duchi furono concessi anche segni di potere regio.
La Svevia e la Baviera rimasero regioni lontane dal re. I duchi avevano una quota nel potere regio e, per così dire, sostituirono la presenza reale. Nei ducati della Germania meridionale, il patrimonio carolingio sembra essersi fuso con le fondamenta di potere ducali, cosicché il re fu privato della base materiale per tenere la corte. Dopo aver reso omaggio ai duchi, il re non era probabilmente più entrato di persona in queste regioni, data la mancanza di attestazioni in tal senso. Dal 913 fino al 952, non ci è pervenuto alcun diploma reale rilasciato in Svevia o in Baviera. Tuttavia, una presenza reale uniforme nel regno non sembra essere stata affatto necessaria. Sotto il figlio di Enrico, Ottone I, la maggior parte dei documenti per i destinatari bavaresi e svevi furono emessi nelle aree politiche centrali: come sostenuto da Keller, «Il fatto che il re non sia venuto di persona in Svevia non dice nulla sull'intensità dei suoi legami con il duca e i grandi del ducato». Le azioni pacifiche nei ducati della Germania meridionale, iniziate nel 952, non si occuparono mai specificamente degli affari di quel paese, ma furono condizionate dalla Italienpolitik. Solo intorno all'anno 1000, sotto Enrico II, tutte le parti del regno furono regolarmente visitate dal re.
Con l'eccezione dell'occupazione dei ducati, dove la Königsnähe e la parentela erano i prerequisiti decisivi prima dell'effettivo diritto di eredità, i Liudolfingi, da Enrico in poi, riconobbero di principio la natura ereditaria delle contee e delle altre cariche nei patrimoni nobiliari, un processo che i Carolingi cercarono di impedire fino alla fine. Tuttavia, questo sviluppo interferiva fondamentalmente con le strutture delle Sippe e familiari e portò a conflitti sotto il figlio di Enrico, Ottone, poiché riduceva le rivendicazioni degli uomini più nobili che erano più prossimi alla Königsnähe; un esempio in tal senso fu lo sconvolgimento della struttura familiare dei Billunghi da parte di Ottone I, che sostenne e diede la carica ducale non al figlio maggiore Wichmann I il Vecchio, ma al fratello minore Ermanno, scatenando una serie di tensioni tra il ramo primogenito di Wichmann e l'altro ramo facente capo ad Ermanno e il vertice regio per decenni.

### Rapporti con la Chiesa

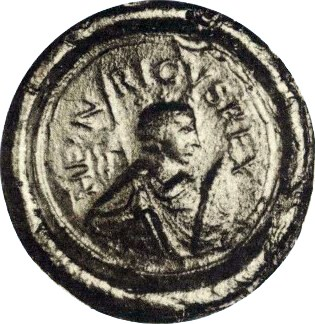
Sigillo di Enrico I su un documento del 18 ottobre 927. Il sigillo mostra Enrico come un sovrano ed un capo militare trionfante, sul solco della tradizione tardo antica, come può essere visto dal mezzo profilo, rivolto verso l'esterno. Dal 909, sotto Ludovico il Fanciullo, i regnanti compaiono, in chiara deviazione dai precedenti modelli di sigillo carolingio, in figure a mezzo busto, rivolte a sinistra, con un diadema o una croce, una lancia con una bandiera appoggiata sulla spalla e lo scudo alzato. È l'unica immagine del sigillo dei re Franchi Orientali.

Enrico si pose sul solco della regalità franca. Durante la Settimana Santa del 920 visitò per la prima volta nell'abbazia di Fulda, dove era stato sepolto il suo predecessore Corrado, e confermò i privilegi concessi da questo e da Ludovico. Enrico probabilmente strinse anche alleanze di amicizia (amicitia) con i vescovi regi franchi e con questi fu istituita una Gebetsverbrüderung (confraternita di preghiera). Durante il suo regno, nell'abbazia di Gandersheim, il luogo commemorativo dei Liudolfingi, il numero di vescovi accolti lì nella Gebetsverbrüderung aumentò fino a quasi la metà di tutti i vescovi regi morti tra il 919 e il 936.  Enrico si fece iscrivere nel dittico di Fulda nel 923, insieme a dieci vescovi regi e diversi abati imperiali. L'alto clero si prese l'impegno di pregare contro la minaccia magiara, nonché per il re ed il regno. Sono noti solo pochi casi in cui Enrico ordinò la rioccupazione delle diocesi vacanti. Più che per altri sovrani del periodo ottoniano e salico, è probabile che Enrico dovette tenere conto di interessi divergenti all'interno della famiglia reale, della cappella di corte e dell'episcopato, nonché di vari gruppi della nobiltà. In Lotaringia, Enrico tentò di dare un ulteriore sostegno al suo dominio con l'assegnazione delle diocesi vacanti. Con la presa in considerazione del Girardino Bernoin nella nomina per il vescovado di Verdun, fu onorato il secondo clan aristocratico più forte dopo i Reginardi e le ambizioni signorili di Giselberto di Lotaringia subirono una battuta d'arresto. Nel 927 Enrico promosse Benno, svevo e dunque uno straniero, al vescovado di Metz, ma il popolo di Metz non accettò Benno e lo rese incapace di ricoprire la carica accecandolo nel suo secondo anno di mandato. Non sono segnalati altre investiture episcopali in Lotaringia.
Il Königsdienst (servizio reale) episcopale sembra essere stato debole al tempo di Enrico e probabilmente il re prendeva piuttosto residenza nei palazzi e quindi ricorreva alle proprietà imperiali per il proprio approvvigionamento. Inoltre, nonostante il rifiuto dell'unzione, l'arcivescovo di Magonza Erigero, che era stato Reichserzkanzler (arcicancelliere) dal 922, può essere considerato uno stretto confidente di Enrico.

### Difesa contro i magiari
Enrico era impotente contro gli invasori magiari nel 924 e nel 926. Per una felice coincidenza, tuttavia, un principe magiaro fu catturato e i magiari accettarono una tregua di nove anni per il suo rilascio e in cambio di tributi da versare in questo lasso di tempo, cosa fatta passare in secondo piano da Vitichindo. All'Hoftag di Worms nel novembre 926 furono concordate misure di difesa contro i magiari per prepararsi al conflitto militare dopo la scadenza dell'accordo. Il racconto di Vitichindo è supportato da tutta una serie di testimonianze storiografiche, come resoconti di miracoli e vari documenti, il che testimonia che sforzi simili furono compiuti in tutto il regno. Le attività di Enrico e dei principi sono state fatte risalire a un decretum nell'abbazia di Hersfeld. La protezione del popolo contro gli attacchi a sorpresa doveva essere garantita, secondo una ricerca di Carl Erdmann, da un cosiddetto "Burgenordnung". Questi castelli del X secolo erano i cosiddetti "Ringwallanlagen" (sistema di mura ad anello), che circondava un'area fino a 15 ettari in una cerchia di mura. Secondo lo stato attuale della ricerca, non ci sono prove che i cosiddetti "Heinrichsburgen" (castelli di Enrico) siano strati creati ex novo, sollecitati dal Burgenordnung.
Feste e raduni dovevano essere tenuti solo in castelli protetti. Come seconda misura, furono riuniti in Sassonia un gruppo di solidarietà costituiti da nove dei "guerrieri rurali" (agrarii milites), in cui uno avrebbe dovuto avere la sua residenza all'interno dei castelli in modo da poter costruire dei rifugi per gli altri otto e immagazzinare un terzo del raccolto, mentre gli altri otto avrebbero dovuto coltivare i possedimenti del nono. Come ulteriore misura per allontanare i magiari, Enrico ebbe a disposizione della cavalleria addestrata.I preparativi per la guerra contro i magiari includevano anche un pactum tra il re e il populus (popolo) sul benessere e la cura della chiesa. Enrico promise di rinunciare alla simonia in futuro. I possedimenti dei Liudolfingi erano situati alle pendici occidentali dei monti Harz, sul Leine e Nette con Gandersheim, Brunshausen, Grone e forse Dahlum e Ahnhausen. Attualmente ci sono prove che ebbero luogo la restituzione di beni alla Chiesa, che erano stati espropriati in precedenza per dotare i vassalli di terra, ed inoltre gli sconfinamenti nella proprietà della Chiesa dovevano in futuro cessare. Ciò che le chiese promisero in cambio non è stato tramandato, ma furono molto probabilmente garantite delle preghiere per implorare l'aiuto di Dio nella futura guerra con i magiari.

#### Campagne slave del 928/929

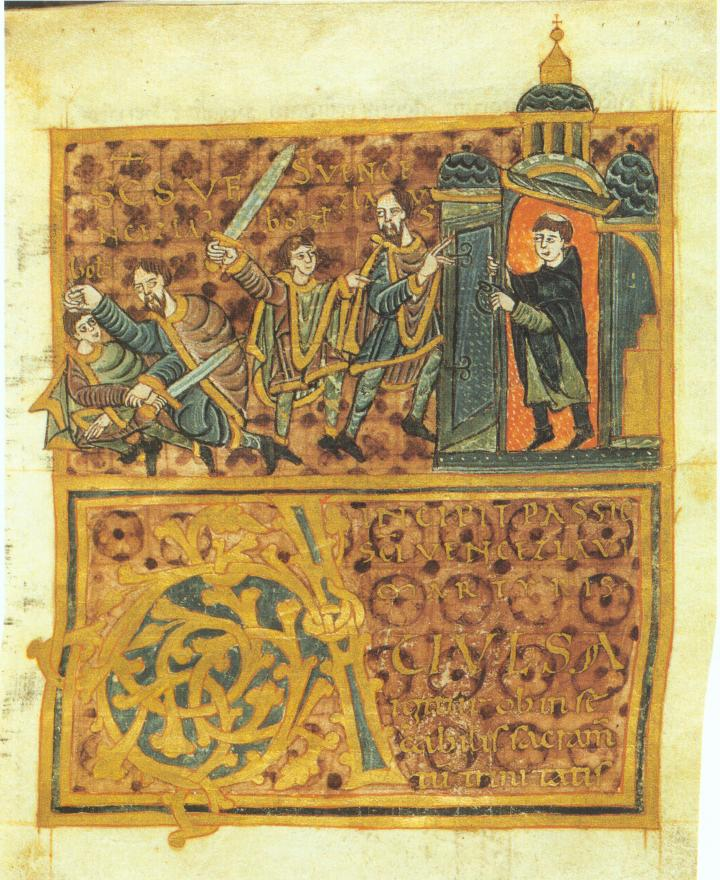
Vita di san Venceslao. Venceslao viene assassinato dal fratello Boleslao. Wolfenbüttel, Herzog August Bibliothek, Guelf. 11.2 Augusteus 4, fol. 21r.

Durante il periodo dell'accordo di pace con i magiari, Enrico guidò il suo esercito in diverse campagne contro gli slavi. L'intensificazione delle azioni militari contro gli slavi era, come sembra suggerire Vitichindo, in connessione con l'imminente guerra contro i magiari. Il rapporto degli slavi con i sassoni fu caratterizzato da reciproche vendette ed incursioni. Non ci è stato tramandato alcuno sforzo da parte dei Sassoni ad incorporare le tribù pagane degli Slavi nel regno dei Franchi Orientali e per costringerli ad adottare il cristianesimo. Come prima misura, Enrico attaccò gli Evelli. L'impresa militare si concluse con la campagna invernale 928/29 e la conquista del capoluogo Brennaborg/Brandeburgo. Poi Enrico attaccò i Daleminzier. Durante la conquista di uno dei loro insediamenti principali, il castello di Gana, tutti gli adulti furono uccisi e i bambini ridotti in schiavitù. La durezza di Enrico contro gli extranei è contrastata da Vitichindo con la mitezza contro i ribelli interni. Forse le terre dei Daleminzier dovevano essere vessate il più possibile allo scopo di non fornire un valido punto di appoggio alle future campagne magiare in Sassonia; alcuni hanno ipotizzato che Enrico volesse anche proteggere i suoi possedimenti a Merseburgo. Enrico si trasferì poi in Boemia con l'appoggio del duca bavarese Arnolfo. Il duca Venceslao, che si era ritirato a Praga, si sottomise senza opporre grandi resistenze e si impegnò a pagare regolarmente i tributi. Venceslao venne poi assassinato il 28 settembre 935 da suo fratello Boleslao. Fu solo nell'estate del 950, sotto il figlio di Enrico, Ottone, che Boleslao fu costretto a sottomettersi e a prestare il servizio militare.
Le azioni militari di Enrico portarono Obodriti, Veleti, Evelli, Daleminzier, Boemi e Redari a pagare tributi al regno franco orientale. Gli slavi risposero agli attacchi dei Sassoni con un attacco di rappresaglia attaccando il castello di Walsleben e uccidendone tutti gli abitanti. La campagna di guerra in reazione a questo attacco portò alla sconfitta dei Redari con pesanti perdite il 4 settembre 929 nella battaglia di Lenzen sotto la guida dei conti sassoni Bernardo e Tietmaro, quest'ultimo tutore e istruttore militare (vir militaris disciplinae peritissmus) del sovrano. Tutti i prigionieri furono uccisi. Nel 932 furono resi tributari i Lusaziani e Milzener e, nel 934, gli Ukranen.
Non è chiaro, tuttavia, se Enrico avesse sviluppato un piano generale nella sua politica nei confronti degli slavi dell'Elba che andasse oltre il semplice dominio attraverso l'imposizione dei tributi. I Liudolfingi non stabilirono un governo diretto e organizzato sugli slavi dell'Elba. Le campagne militari sull'Elba servivano a difendere il confine orientale sassone-turingio ed erano un affare esclusivamente sassone, tanto che per tutto il X secolo non fu mai mobilitato un esercito regio/imperiale in queste faccende. Le relazioni sono mostrati nelle fonti, da un lato, come aventi la forma di rappresaglie e ritorsioni di spaventosa crudeltà ma, dall'altro, sotto forma di trattative e rapporti di carattere più da vicinato. Secondo Wolfgang Giese, i territori slavi sottomessi dovevano essere permanentemente subordinati al dominio di Enrico. Nel regno dei Franchi Orientali c'erano solo poche possibilità per Enrico di soddisfare l'ambizione di onore e ottenimento di nuove proprietà della nobiltà; al di là dell'Elba e del Saale, la nobiltà aveva un vasto campo di attività in cui sfogare la loro indomita indole: là potevano essere portate avanti guerre, si poteva fare bottino, c'erano lucrativi incarichi di ufficio e non c'erano quasi limiti all'acquisizione di terre.
Il controllo dei popoli slavi era regolato attraverso l'istituzione di marche, sui quali vigilavano i singoli grandi sassoni. Il castello di Meißen venne eretto per monitorare e garantire la sicurezza militare dell'area circostante. Fuori dalle mura della città di confine di Merseburgo, Enrico istituì la "schiera di Merseburgo" (legio Mesaburionum), un'unità militare di guerrieri che erano stati banditi dalla loro patria per furto o omicidio. La loro condanna venne revocata grazie alla loro forza fisica e la loro idoneità alla guerra, e furono schierati a Merseburgo ed usati per rappresaglie nelle terre slave, come quando, assieme ad un contingente dell'Hassegau e di Turingi, vennero schierati contro Boleslao I di Boemia sotto la giuda di Asik († 28 luglio 936), forse un parente di Gero e Sigfrido.

#### Vittoria sui magiari del 933

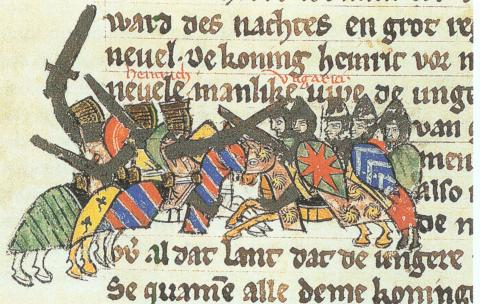
Enrico I combatte contro i magiari, Sächsische Weltchronik, intorno al 1270. Gotha, Forschungs- und Landesbibliothek, Ms. Memb. I 90, fol. 85v.

All'inizio degli anni '30 del X secolo, le iscrizioni di gruppi nobili nei libri commemorativi dei grandi monasteri, come San Gallo, Reichenau, Remiremont e Fulda, aumentarono. Le Gebetsverbrüderung (confraternite di preghiera) promuovevano il senso di unità e il mantenimento della pace tra i nobili membri del regno. Al tempo stesso, l'intensificazione del servizio di preghiera monastica mirava anche a una preparazione morale alla guerra. Dopo anni di preparazione, Enrico si rifiutò di pagare tributi agli ambasciatori magiari nel 932 e questi nel marzo 933 apparvero ai confini della Sassonia e della Turingia. Enrico fece sì che la battaglia potesse iniziare nel giorno di San Longino, in quanto voleva fare della potenza vittoriosa della Sacra Lancia di Longino, acquisita poco prima dal re borgognone Rodolfo II, il fulcro della richiesta di assistenza celeste. Il 15 marzo 933, l'esercito di Enrico sconfisse i magiari nella battaglia di Riade, luogo non chiaramente identificato, probabilmente sull'Unstrut. Secondo la maggior parte degli studiosi, tutti i popoli (gentes) del regno dei Franchi Orientali presero parte alla battaglia, compresi bavaresi, svevi, franconi, lorenesi, sassoni e turingi. La vittoria di Enrico lasciò un'impressione duratura anche nel regno dei Franchi Occidentali: il cronista Flodoardo di Reims riferisce che ben 36.000 magiari persero la vita nella battaglia; questa cifra, tuttavia, non è considerata molto credibile dagli studiosi.
Vitichindo accentua l'immediatezza divina del re, specialmente nella vittoria in battaglia di Enrico e, dopo di essa, egli dice che l'esercito abbia elogiato Enrico come imperatore, venendo elogiato da VItichindo come «padre della patria, signore di ogni cosa». Enrico appare attraverso la vittoria come il signore del regno confermato da Dio e protettore della cristianità. Il significato della vittoria è illustrato dalle funzioni di ringraziamento e dall'iscrizione del 15 marzo nei manoscritti liturgici, forse ordinata dal re stesso: «Re Enrico che sconfisse i magiari». Il sovrano fece immortalare la vittoria sui magiari su un murale nella sala del trono del palazzo di Merseburgo; dopo la morte di Enrico pochi anni dopo, tuttavia, la città andò a suo figlio Enrico e di conseguenza fu ritirata insieme al dipinto dalla rappresentazione del regno.

### Piano di successione ("Hausordnung" del 929)

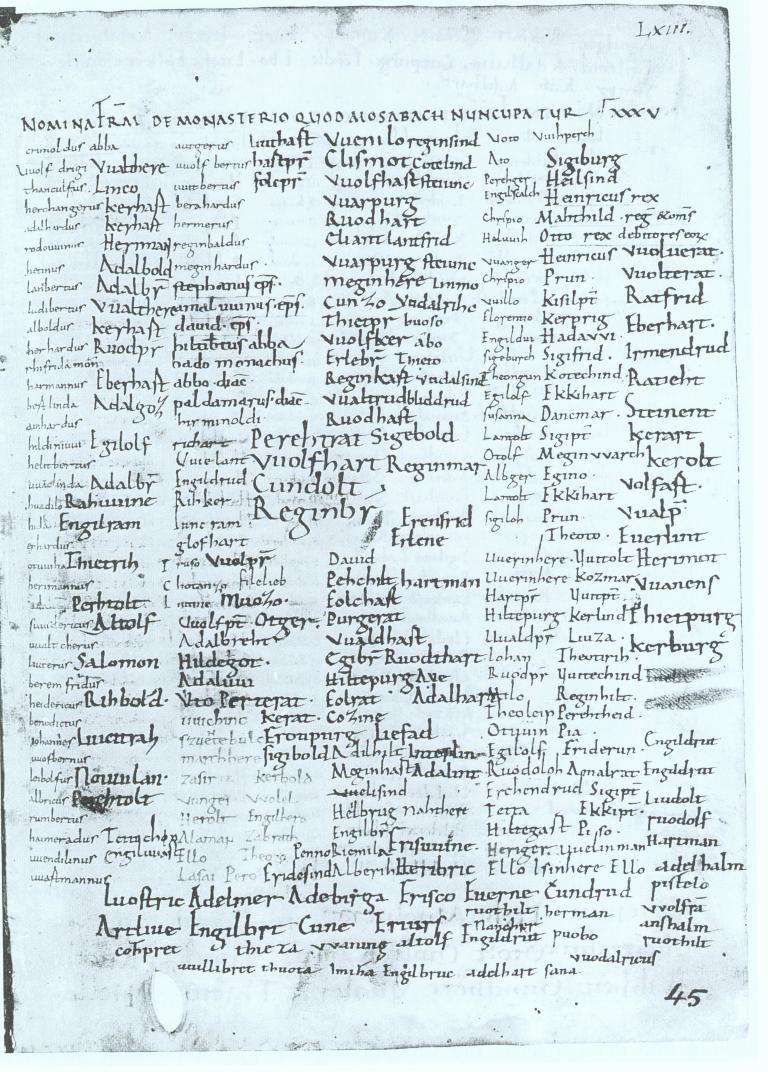
Voci del re Enrico I e della sua famiglia dal 929 nel libro della confraternita (Verbrüderungsbuch) di Reichenau. Nella seconda colonna a destra sotto Heinricus rex è presente sua moglie Matild[e] reg[ina], poi il figlio maggiore Ottone I, già con il titolo di re (Otto rex).

Dopo il consolidamento politico e militare del suo dominio, Enrico cercò di organizzare la sua successione. Enrico aveva, oltre a Tankmaro, frutto del suo primo matrimonio con Hatheburga, diversi figli avuta dalla seconda moglie Matilde, Ottone, Enrico e Bruno, nonché le figlie Gerberga ed Edvige. In un documento emesso in favore di sua moglie nel 929 si possono vedere le caratteristiche principali della sua politica di successione. Il 16 settembre 929, in un Hoftag a Quedlinburg, Enrico garantì alla moglie Matilde ampi possedimenti a Quedlinburg, Pöhlde, Nordhausen, Grone e Duderstadt come sua controdote, con il consenso dei grandi e di suo figlio. Il testo del documento formulato dal re (D HI, 20) recita: «Abbiamo ritenuto opportuno occuparci ordinatamente anche della nostra casa con l'assistenza di Dio»  ([...] placuit etiam nobis domum nostram deo opitulante ordinaliter disponere). In due saggi del 1960 e del 1964, Karl Schmid ricava dal testo del documento una “Hausordnung” molto discussa nella ricerca. Schmid interpretò tutte le misure riconoscibili dell'anno 929 come parti interconnesse di un insieme sistematico, al culmine del quale Ottone fu ufficialmente designato come successore del governo regio nel 929. La tesi di Schmid è stata ampiamente accettata negli studi medievistici e ha incontrato poche critiche. Secondo gli ultimi risultati della ricerca, tuttavia, i punti centrali dell'argomentazione di Schmid si basano su documenti di non certa autenticità, che possono essere considerati in alcuni casi anche dei falsi. Si attende ancora un esame tecnico critico-testuale dei documenti.
Alla luce di una ricca presenza di prove circostanziali, diventa chiaro che la successione al trono di Ottone il Grande era ancora non certa prima della morte di Enrico. Questo non era affatto scontato, perché la pratica carolingia era quella di dividere il regno tra i figli legittimi. L'allontanamento da questa pratica stabilì la successione individuale, ergo l'indivisibilità della regalità e del regno, che i successori di Enrico mantennero. Tuttavia, questa misura non sarà vista come un segno della forza del potere regio, ma piuttosto Enrico fu costretto a fare delle concessioni ai duces: non poteva più dividere l'impero.
Ottone compare nelle fonti come rex (re) già nel 929/930 e quindi come unico erede all'ufficio regio. Nel 929 il figlio minore di Enrico, Bruno, fu affidato al vescovo Balderico di Utrecht per prepararlo alla carriera ecclesiastica, il quale ebbe come precettore Israele il Grammatico. Fu probabilmente in questo periodo che ebbero luogo i negoziati con la casa reale anglosassone dei Wessex. Il re inglese Altestano, che aveva un antenato nel santo e re Osvaldo, caduto in battaglia contro i pagani e annoverato tra i martiri cristiani, mandò in Sassonia le sue sorelle Edgith ed Edgiva come possibili mogli di Ottone, ma volle lasciare la scelta della sposa ad Ottone. Gli sforzi di Enrico per collegare la sua casa a dinastie al di fuori del suo regno erano percepiti come insoliti nel regno dei Franchi Orientali. Oltre all'ulteriore legittimazione fornita dal collegamento con un'altra casa regnante, ciò esprimeva anche un rafforzamento del "sassonismo", poiché i governanti inglesi discendevano da quei Sassoni che erano emigrati in Britannia nel V secolo.
Un elenco di persone nel Verbrüderungsbuch (libro della confraternita) dell'abbazia di Reichenau, che venne redatto dopo il matrimonio della sorella di Ottone, Gerberga (929), e prima del matrimonio di Ottone con la figlia del re anglosassone, Edgith (929/930), elenca Ottone come rex (re) proprio come suo padre. Nessuno degli altri parenti, nessun altro figlio portava questo titolo. L'indicizzazione della voce dimostra, secondo la ricerca degli anni '60 del secolo scorso da parte di Karl Schmid, che nel 929/930 probabilmente furono prese delle decisioni ufficiali sulla questione della successione. Apparentemente solo uno dei figli del secondo matrimonio, il maggiore, doveva detenere l'ufficio regio in futuro.
Il significato speciale degli eventi è evidente anche nell'itinerarium del re: questo si estese più di prima a tutte le parti della Francia et Saxonia (Franconia e Sassonia). Dopo il matrimonio di Ottone con Edgith nel 930, Enrico presentò l'erede designato al trono in Franconia e ad Aquisgrana ai grandi delle rispettive regioni per ottenere la loro approvazione per la regolamentazione della successione al trono. Tuttavia, non ci sono prove di alcuna attività di governo da parte di Ottone negli anni '30 del X secolo, fino alla morte del padre nel 936.

### Gli ultimi anni e Quedlinburg come luogo della memoria

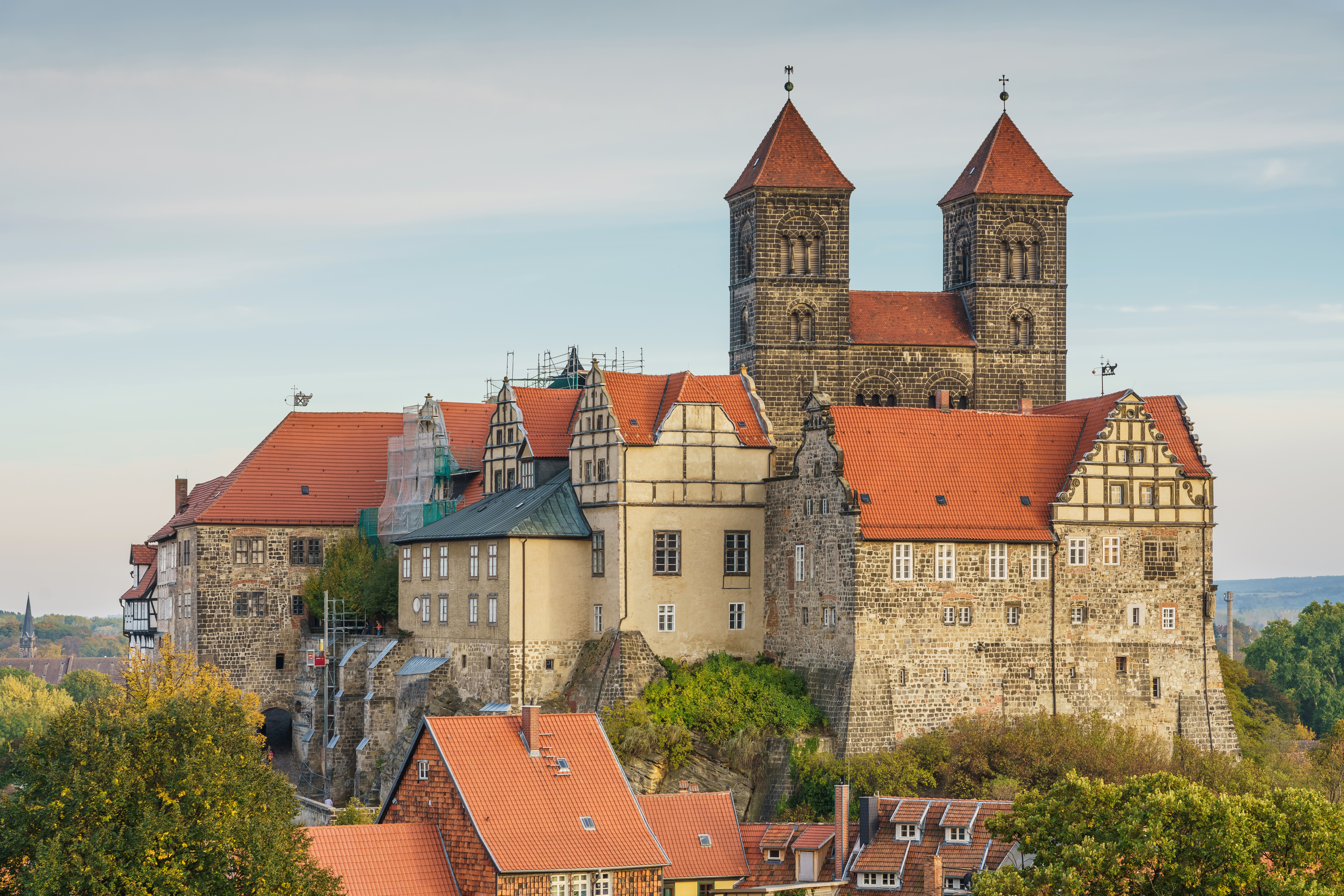
Monastero di Quedlinburg

Nel 934, Enrico riuscì a persuadere il re danese Knut, che regnava fino ad Hedeby nell'odierno Schleswig, a sottomettersi, a pagare un tributo e ad accettare la fede cristiana. Verso la fine della sua vita, secondo Vitichindo, Enrico programmò un viaggio per Roma che, però, fu impedito da una malattia. Ad Ivois am Chiers, al confine tra i regni dei Franchi Occidentali ed Orientali, nel 935 ebbe luogo Dreikönigstreffen (incontro fra tre re nell'Epifania) e, in tale occasione, Enrico confermò e rinnovò le alleanze di amicizia con il re borgognone Rodolfo II e il re dei Franchi Occidentali Rodolfo. Verso la fine del 935, Enrico ebbe probabilmente un ictus mentre cacciava nelle montagne dell'Harz, ma si riprese sufficientemente da poter convocare un Hoftag. All'inizio dell'estate del 936 lo stato del regno (de statu regni) fu discusso a Erfurt e, in tale occasione, il sovrano raccomandò nuovamente Ottone ai grandi come suo successore. Dopo la designazione di Ottone, Enrico sistemò i suoi figli rimasti con oggetti di valore (praedia cum thesauris). Enrico andò quindi da Erfurt a Memleben, ma qui ebbe un altro ictus, e vi morì il 2 luglio 936. Il suo corpo venne sepolto a Quedlinburg. Matilde sopravvisse ad Enrico per più di trent'anni e venne poi sepolta al suo fianco. Secondo i nuovi ritrovamenti storici dell'edificio, Enrico e sua moglie Matilde giacevano nel luogo di sepoltura originale almeno fino al 1018, mentre oggi la posizione esatta dei loro corpi è sconosciuta.
Con Quedlinburg, Enrico aveva creato il proprio luogo commemorativo, sebbene il memoriale della famiglia Liudolfingia fosse stato precedentemente situato presso l'abbazia di Gandersheim. Babette Ludowici conclude dalle tombe nobili del V secolo che Quedlinburg «era stato un luogo carico di significato per diverse generazioni dell'élite della Sassonia orientale nel periodo intorno al 900». Enrico utilizzò quindi questo luogo per mettere in risalto il suo status reale e per evidenziare i suoi rapporti con le famiglie nobili sassoni (orientali). Soprattutto, la posizione favorevole all'incrocio di importanti vie di comunicazione e le buone condizioni naturali spiegano perché Enrico abbia deciso a favore di Quedlinburg, le cui relazioni con il sovrano possono essere fatte risalire alla Pasqua del 922 (ed anche la più antica menzione scritta conosciuta del luogo). Delle quattro celebrazioni pasquali localizzabili, tre possono essere associate a Quedlinburg. Così facendo, cercò di stabilire una tradizione che i suoi successori ottoniani continuarono fino ad Enrico II.
Le testimonianze scritte del X e XI secolo dipingono un quadro di una cura commemorativa estremamente coscienziosa della regina vedova Matilde a Quedlinburg. La commemorazione della coppia reale continuò nell'area del monastero di Quedlinburg anche dopo l'introduzione della Riforma protestante nel 1540. Nella prima età moderna, la memoria liturgica si trasformò in un ricordo di Enrico come fondatore del monastero, che era persino considerato imperatore. Il Quedlinburger Schautaler considerò Enrico un imperatore in occasione del centenario della Riforma nel 1617. Essendo di fondazione imperiale, l'abbazia di Quedlinburg voleva sottolineare il prestigio e l'indipendenza in tempi politicamente turbolenti.

## Matrimoni e discendenza
Enrico si sposò due volte. La prima volta con Hatheburga di Merseburgo, figlia di Ervino di Merseburgo, vedova di un primo marito, dalla quale ebbe un figlio:
- Tankmaro (908-938).

Successivamente si sposò con Matilde di Ringelheim, della stirpe degli Immedingi, dalla quale ebbe cinque figli:
- Ottone (912-973);
- Gerberga (913-984), sposò Gilberto di Lotaringia e successivamente Luigi IV di Francia;
- Edvige, sposò Ugo il Grande;
- Enrico (920-955);
- Bruno (925-965), vescovo di Colonia;
- Bereswinta, badessa di Santa Cecilia a Colonia.

## Ascendenza
|                        |   |                     | Genitori              |  |  | Nonni |  |  | Bisnonni |  |  | Trisnonni |  |
|                        |   |                     |                       |  |  |       |  |  | Bruno    |  |  | …         |  |
|                        |   |                     |                       |  |  |       |  |  | Bruno    |  |  | …         |  |
|                        |   | …                   |                       |  |  |       |  |  | Bruno    |  |  |           |  |
| Liudolfo di Sassonia   |   |                     |                       |  |  |       |  |  | Bruno    |  |  |           |  |
|                        |   | Gisla di Verla      | …                     |  |  |       |  |  |          |  |  |           |  |
|                        |   | Gisla di Verla      | …                     |  |  |       |  |  |          |  |  |           |  |
|                        |   | Gisla di Verla      | …                     |  |  |       |  |  |          |  |  |           |  |
| Ottone l'Illustre      |   | Gisla di Verla      |                       |  |  |       |  |  |          |  |  |           |  |
|                        |   | Billung             | …                     |  |  |       |  |  |          |  |  |           |  |
|                        |   | Billung             | …                     |  |  |       |  |  |          |  |  |           |  |
|                        |   | Billung             | …                     |  |  |       |  |  |          |  |  |           |  |
| Oda di Billung         |   | Billung             |                       |  |  |       |  |  |          |  |  |           |  |
|                        |   | …                   | …                     |  |  |       |  |  |          |  |  |           |  |
|                        |   | …                   | …                     |  |  |       |  |  |          |  |  |           |  |
|                        |   | …                   | …                     |  |  |       |  |  |          |  |  |           |  |
| Enrico I l'Uccellatore |   | …                   |                       |  |  |       |  |  |          |  |  |           |  |
|                        | … | …                   |                       |  |  |       |  |  |          |  |  |           |  |
|                        | … | …                   |                       |  |  |       |  |  |          |  |  |           |  |
|                        | … | …                   |                       |  |  |       |  |  |          |  |  |           |  |
| Enrico di Franconia    | … |                     |                       |  |  |       |  |  |          |  |  |           |  |
|                        |   | …                   | …                     |  |  |       |  |  |          |  |  |           |  |
|                        |   | …                   | …                     |  |  |       |  |  |          |  |  |           |  |
|                        |   | …                   | …                     |  |  |       |  |  |          |  |  |           |  |
| Edvige di Babenberg    |   | …                   |                       |  |  |       |  |  |          |  |  |           |  |
|                        |   | Eberardo del Friuli | Unruoch II del Friuli |  |  |       |  |  |          |  |  |           |  |
|                        |   | Eberardo del Friuli | Unruoch II del Friuli |  |  |       |  |  |          |  |  |           |  |
|                        |   | Eberardo del Friuli | Engeltrude            |  |  |       |  |  |          |  |  |           |  |
| Ingeltrude             |   | Eberardo del Friuli |                       |  |  |       |  |  |          |  |  |           |  |
|                        |   | Gisella             | Ludovico il Pio       |  |  |       |  |  |          |  |  |           |  |
|                        |   | Gisella             | Ludovico il Pio       |  |  |       |  |  |          |  |  |           |  |
|                        |   | Gisella             | Giuditta di Baviera   |  |  |       |  |  |          |  |  |           |  |
|                        |   | Gisella             |                       |  |  |       |  |  |          |  |  |           |  |

## Eventi successivi

### Cambiamento dell'azione regia sotto Ottone I
Il regno di Enrico, che fu in gran parte caratterizzato dalla pacificazione interna e dall'unificazione, terminò nel 936 con l'ascesa al potere di suo figlio Ottone I. Per il successore di Enrico, l'importanza delle alleanze di amicizia formali diminuì. Nei primi anni Ottone ignorò le condizioni d'equilibrio create dal padre e respinse le pretese dei singoli governanti nell'assegnazione delle cariche. Le sue decisioni erano dirette anche contro gli «amici» di suo padre, il quale «era tale da non negare nulla [ad essi]». Gli accordi sull'eredità di Enrico contribuirono in modo significativo allo scoppio di nuovi conflitti: la pratica di lasciare in eredità l'intero regno al figlio maggiore fece diventare il figlio cadetto Enrico un ribelle. Le molteplici piccole insurrezioni che innescarono la prima crisi di governo non poterono essere risolte fino al 941.
Gerd Althoff e Hagen Keller hanno attribuito la rottura delle alleanze di amicizia, che erano enfaticamente basate sull'uguaglianza, ad una mutata concezione del governo da parte del re. Le misure di Ottone erano volte a rafforzare il potere decisionale del sovrano, e nel fare ciò egli deliberatamente non tenne conto delle rivendicazioni nobiliari. Ciò portò alle crisi e ai conflitti nei primi anni di Ottone. Matthias Becher, invece, sottolinea che le controversie con Eberardo, il "kingmaker" del 919, riguardavano principalmente la sua posizione di secundus a rege, secondo dopo il re, che Ottone aveva probabilmente assegnato a suo fratello Enrico per chiarire la situazione all'interno della famiglia reale.

### Il giudizio di Enrico da parte della storiografia ottoniana
La scrittura perse una notevole importanza all'inizio del X secolo. Dagli anni 906 al 940 a parte brevi note annalistiche, non sono sopravvissute fonti contemporanee del regno dei Franchi Orientali. Fu solo dalla alla metà del X secolo che tutta una serie di opere storiche (Vitichindo, Liutdprando, Rosvita o Tietmaro di Merseburgo), che, partendo da secoli prima, arriva alla storia del proprio tempo, parlando quindi della casa regnante ottoniana. Le storie ottoniane furono scritte in un momento in cui la posizione dei Liudolfingi come re nel regno dei Franchi Orientali era ormai consolidata ed Ottone il Grande era persino in grado di cingere la corona imperiale. Le loro notizie sul tempo di Enrico I non sono informazioni primarie, ma memorie del tempo di Ottone I e Ottone II che riflettono la prospettiva della stirpe Liudolfingia.
La fonte più importante per la storia degli eventi di Enrico I sono le Res gestae saxonicae di Vitichindo di Corvey. Vitichindo, che entrò nell'abbazia di Corvey intorno al 941/942, scrisse una Res Gestae Saxonicae intorno al 967/968, che dedicò alla nipote di Enrico, Matilde, che aveva all'epoca circa tredici anni. L'opera di Vitichindo racconta la storia dei Sassoni dalla conquista delle terre di una piccola comunità marinara del VI secolo, attraverso la loro fortunata affermazione contro i Turingi e i Franchi, fino al raggiungimento della supremazia, che li fa apparire come signori e padroni d'Europa sotto il loro re Ottone nel tempo in cui scriveva Vitichindo. Enrico è qui considerato "solo" come l'ultima tappa preliminare alla perfezione sassone, che viene raggiunta con suo figlio Ottone.
Nel suo apprezzamento dei risultati complessivi di Enrico I, la storiografia ottoniana enfatizza la pacificazione, l'unificazione, l'integrazione e la stabilizzazione del regno. Enrico riuscì a pacificare il regno, lacerato da atti di violenza, conflitti e combattimenti. Anche i brevi resoconti annalistici sul regno di Enrico sottolineano ripetutamente l'instaurazione della pace come obiettivo principale del re. Vitichindo di Corvey descrive i primi anni di Enrico I sotto le parole chiave "pacificazione" e "riordinazione". Con i mezzi della pacificazione consensuale e di guerra vittoriosa contro i nemici esterni, insoliti per il suo tempo, Enrico divenne il regum maximus Europae (il più grande tra i re d'Europa) per Vitichindo. Il successivo arcivescovo Adalberto di Magdeburgo, che continuò la cronaca mondiale di Reginone di Prüm, introduce il re nella sua storia come «uno zelante promotore di pace» (precipuus pacis sectator) che iniziò il suo governo con una «rigorosa gestione della pace».
Dagli anni '80 del X secolo, Enrico era per i critici una «spada senza pomo» (ensis sine capulo) a causa del suo rifiuto dell'unzione. Il fatto che l'annalista Flodoardo di Reims gli abbai negato il titolo di rex nel suo racconto potrebbe avere come sua motivazione in questo. Nel tardo periodo ottoniano, Enrico fu esposto a maggiori critiche riguardo alla rifiutata unzione da parte del vescovo di Merseburgo Tietmaro. Non solo la rinuncia di Enrico all'unzione fu considerata un peccato, ma a causa del suo matrimonio canonicamente problematico con Hatheburga e della procreazione del giovane Enrico nel giorno di Giovedì Santo, egli è accusato di una grave violazione delle norme morali. Nella riprovevole inosservanza dell'astinenza richiesta nella notte prima del Venerdì Santo, Tietmaro vide un parallelo con il destino di un abitante di Magdeburgo che era stato severamente punito per atti simili. Sulla dinastia di Enrico gravava la maledizione della "discordia", e per la dignità del re, che doveva far sì che regnasse la pace, un "portatore di discordia" non era adatto. Fu solo nel 1002, con l'ascesa al trono di Enrico II, che «s'inaridì la pianta dell'iniquità e germogliò il fiore verdeggiante della pace salutare». Tuttavia, complessivamente, il regno di Enrico è giudicato positivamente, poiché per Tietmaro fu l'effettivo fondatore di Merseburgo e padre della dinastia ottoniana.

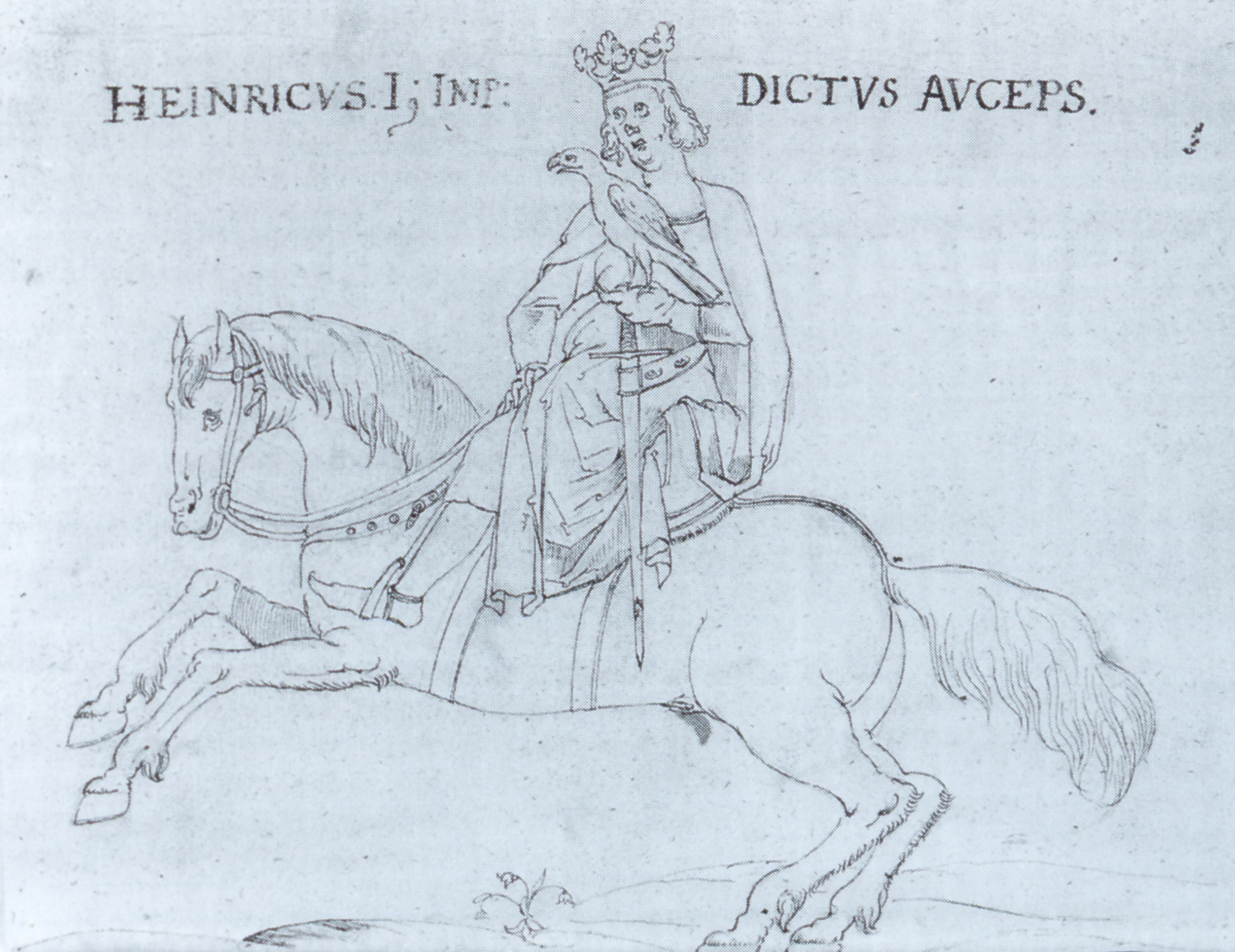
Enrico I con un falcone (disegno della figura in stucco della Dollingersaal del 1280 a Ratisbona, che esiste ancora in frammenti, di Jeremias Grienewaldt 1611/14)

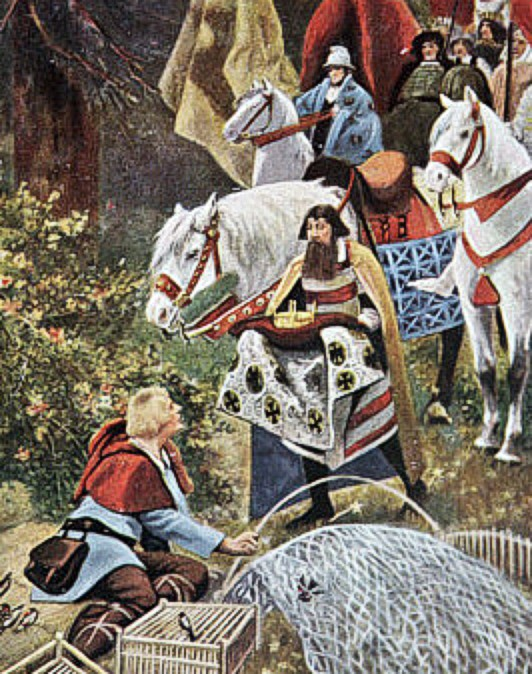
Ad Enrico viene offerta la corona reale mentre sistema gli uccelli nella foresta (pittura murale di Hugo Vogel nella Ständehaus di Merseburg, 1895)

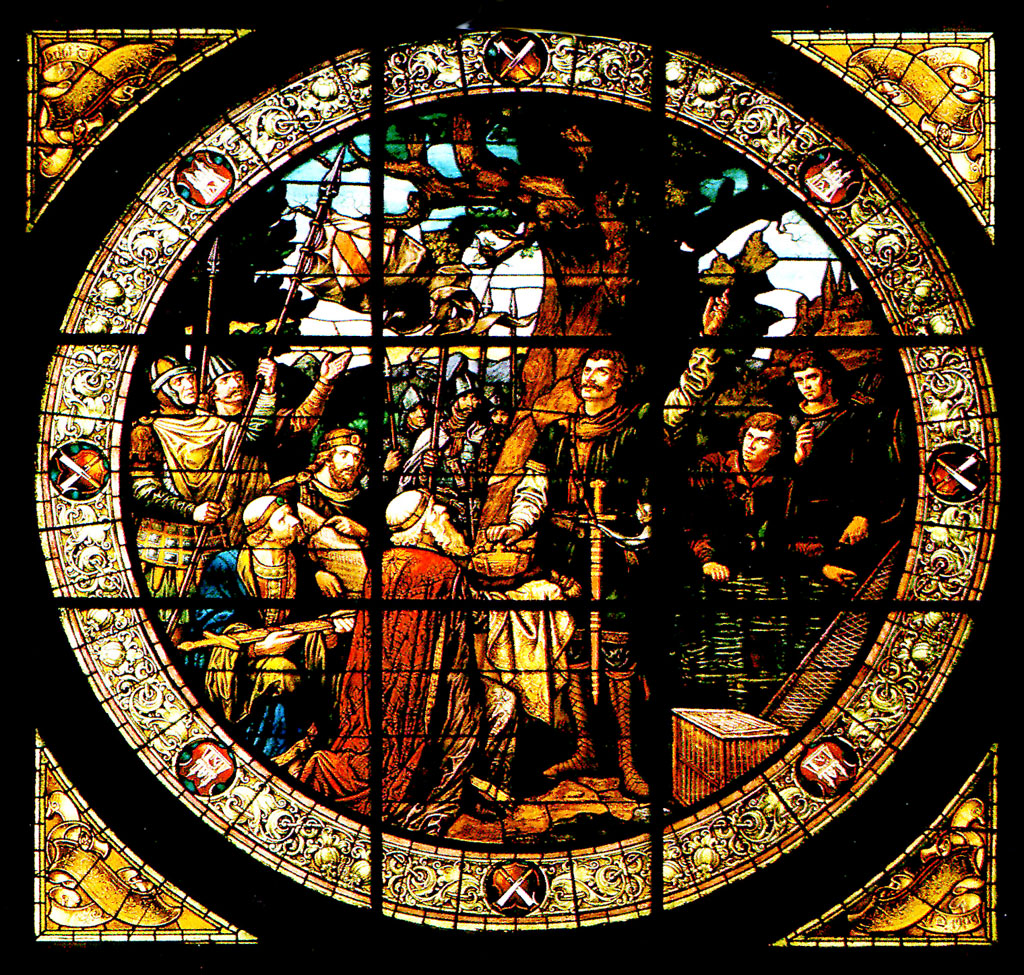
Enrico riceve la corona mentre caccia con gli uccelli. Quedlinburg Glasmalereiansstalt di Ferdinand Müller, Municipio di Quedlinburg, sala del consiglio, 1901.

### Figura letteraria e leggendaria
Le lacune nella tradizione scritta furono colmate nell'alto e nel tardo medioevo con ricche leggende, tanto che Enrico ricevette soprannomi come l'Uccellatore (Vogeler), Finkler, costruttore di castelli (Burgenbauer), fondatore di città (Städtegründer). Nel XII secolo gli annali di Pöhlder scrissero leggende trasfiguranti in cui Enrico è soprannominato con l'epiteto "l'Uccellatore" (auceps) in quanto, secondo la leggenda, era in procinto di cacciare uccelli quando i messaggeri franchi arrivarono improvvisamente per rendergli omaggio come re. In Anfang, Ursprung und Herkommen des Turniers in Teutscher Nation (1532) di Georg Rüxner, Enrico fu anche considerato il fondatore del sistema tedesco dei tornei.
La Cronaca boema di Hajek di Libotschan (1541) riporta che una (inesistente) figlia di Enrico, Elena, fu rapita in Boemia da un amante di basso rango e visse lì con lui in solitudine per anni. Quando Enrico si perse durante una caccia, arrivò in un castello e vi trovò sua figlia; egli quindi se ne andò e vi tornò con un forte esercito per riprendersela. Solo la minaccia di Elena di voler morire con il suo amante portò alla riconciliazione con suo padre. Questo episodio fu ripreso più volte nei secoli XVIII e XIX: nel Singspiel del 1710 Heinrich der Vogler di Johann Ulrich König, nel dramma cavalleresco Kaiser Heinrich der Vogler del 1815 di Benedikt Lögler, nel Heinrich der Finkler e nel Schauspiel in einem Aufzuge nach altdeutscher Vorlage di August Klingemann del 1817.
Enrico era meglio conosciuto nel XIX secolo come "der Finkler" o "l'Uccellatore". L'opinione della borghesia colta su Enrico fu profondamente influenzata dal poema "Herr Heinrich sitzt am Vogelherd..." di Johann Nepomuk Vogl (1835), per la prima volta attraverso l'interpretazione del compositore di ballate Carl Loewe (1836).  È probabilmente considerato il trattamento più ossessionante del materiale di Enrico. Il resoconto erudito di Georg Waitz portò a numerosi drammi storici. Nel genere "Enrico" di Julius Mosen (Heinrich der Finkler, König der Deutschen. Ein historisches Schauspiel in fünf Acten, 1836), elaborato da Felix Dahn (Deutsche Treue, 1875) e Hanns von Gumppenberg (König Heinrich I., 1903). Il romanzo storico di Friedrich Palmié (Hatheburg 1883) e il dramma di Ernst von Wildenbruch (Der deutsche König, 1908) si concentrarono sul rapporto di Enrico con Hatheburga. Nel suo poema (Heinrich der Finkler 1848) il poeta slesiano Moritz von Strachwitz diede ad Enrico gli attributi di salvatore della patria, di fondatore della città e di conquistatore dei pagani. Nel Lohengrin di Richard Wagner (1850), Enrico fa la sua apparizione in tutti e tre gli atti dell'opera, in cui mobilita le truppe nel Brabante contro i magiari, si prende cura dei suoi sudditi e infeuda Lohengrin con il ducato di Brabante.
Nelle sculture e nei monumenti del XIX secolo, gli sforzi di Enrico per raggiungere l'unificazione nazionale furono, in contrasto con l'erudizione storica, poco elaborati e rimasero influenzati a livello regionale. Con gli Hohenzollern, anche dopo la fondazione del Secondo Reich, Enrico passò in secondo piano rispetto ad altri sovrani medievali come Carlo Magno o Federico Barbarossa.
Enrico svolse un ruolo centrale nel Regno di Sassonia, poiché i Wettin vollero ritrarre il regno moderno del XIX secolo come un ordine ininterrotto attraverso un riferimento diretto al primo re sassone. Eduard Bendemann creò quattro grandi affreschi murali con scene della vita di Enrico I per la Nuova Sala del Trono nel castello di Dresda: "Enrico converte i danesi", "La battaglia di Riade", "Enrico I come fondatore di città" e "Il pagamento della decima e l'ammissione dei contadini nelle città". Bendemann pubblicò le sue opere in grafiche di riproduzione e, di conseguenza, il corredo pittorico si diffuse ben oltre il regno di Sassonia.
Per il lato anteriore della sala plenaria nel Merseburg Ständehaus, Hugo Vogel creò raffigurazioni murali dell'era ottoniana nel 1895 con il ricevimento della corona reale da parte di Enrico al Finkenherd di Quedlinburg e la vittoria di Enrico sui magiari a Riade. In occasione del suo millenario dalla fondazione, Merseburgo inaugurò il König-Heinrich-Denkmal nel 1933.

### Immagini storiche e controversie di ricerca

#### Controversia Sybel-Ficker
L'Ostpolitik medievale divenne oggetto di dibattito scientifico nel XIX secolo, quando gli storici tentarono di usare argomenti del passato per decidere la forma nazionale che avrebbe dovuto assumere la Germania, la cosiddetta soluzione della Grande o Piccola Germania. I governanti medievali di un impero con all'interno molteplici gens sono stati accusati dagli storici, soprattutto nel XIX secolo, di non aver riconosciuto la necessità di uno stato nazionale forte. Lo storico protestante Heinrich von Sybel definì la Kaiserpolitik medievale come la «tomba del benessere nazionale»: infatti, secondo gli storici di orientamento prussiano e favorevoli alla Piccola Germania del XIX secolo, la Ostpolitik era il compito nazionale dei re tedeschi, piuttosto che la Kaiserpolitik. Ad est, secondo gli storici di questo orientamento, si sarebbero potuti ottenere profitti durevoli in vaste aree ed Enrico I avrebbe seguito questa strada, ma suo figlio Ottone diresse le forze del regno verso un obiettivo sbagliato. Enrico I, di conseguenza, fu visto di buon occhio da Sybel. Per lui, Enrico era «il fondatore del Reich tedesco e [...] creatore del popolo tedesco» e definito «la stella della luce più pura nel vasto firmamento del nostro passato». Lo storico austriaco Julius von Ficker, fautore di una soluzione della Grande Germania che includeva l'Austria, difese la Kaiserpolitik medievale contro le opinioni di Sybel e soprattutto sottolineò l'importanza nazionale e universale del Reich tedesco da una prospettiva paneuropea. L'opposizione dei punti di vista si sviluppò in una grande controversia scritta detta disputa Sybel-Ficker. Anche se Ficker alla fine ebbe il maggior potere di persuasione, Sybel trovò ulteriori sostenitori nella successiva letteratura scientifica attorno ad Enrico con Georg von Below e Fritz Kern.

#### Convinzione della creazione del Reich tedesco sotto Enrico I
Il regno di Enrico I è un argomento classico nella ricerca medievale, poiché fu significativo per la continuazione dell'esistenza del regno dei Franchi Orientali dopo la sua rottura dalla dinastia carolingia. Il regno di Enrico I e di suo figlio Ottone I fu generalmente considerato come l'"Impero tedesco" dal XIX secolo al XX secolo.
Nella Geschichte der deutschen Kaiserzeit in cinque volumi del 1855 di Wilhelm von Giesebrecht, l'elezione di Enrico a re significò «l'inizio di un nuovo Reich tedesco»: «con Enrico iniziò la storia del Reich del popolo tedesco, come il concetto dello stesso è stato inteso da quel tempo fino ad oggi». Secondo Giesebrecht, Enrico riuscì a fare la svolta necessaria lasciando «con inventiva e senso intrepido» le "Stämmen" con il loro ordine interno del rispettivo duca e disegnando così per il suo regno una specie di struttura federale sotto la sua "presidenza".
La prima monografia su Enrico I di Georg Waitz, basata sul metodo storico-critico, ha seguito la valutazione di Giesebrecht sull'importanza della regalità di Enrico per la storia tedesca. Secondo Waitz, Enrico era stato «nel pieno senso del re tedesco, il suo regno un vero Reich tedesco».
A cavallo del XX secolo, anche Karl Lamprecht era d'accordo con questa convinzione che Enrico avesse fondato il Reich tedesco. Secondo lui, la correttezza del sassone Enrico era la qualità che lo rendeva «di fatto il fondatore dell'impero». Le autorità accademiche Lamprecht, Giesebrecht e Waitz non ebbero alcun bisogno di lottare per far sì che le loro opinioni sull'inizio del Reich tedesco fossero riconosciute, in quanto condividevano il punto di vista della maggior parte dei loro contemporanei. La valutazione della persona e del governo di Enrico come "primo re tedesco" fu mantenuta in questa forma fino alla fine degli anni '30 e non fu mai messa seriamente in discussione.
Solo Karl Hampe e Johannes Haller collegarono l'inizio del Reich tedesco con l'elezione di Corrado I nel 911. Dopo Georg Waitz, non venne scritto nulla di importante su Enrico, al contrario di alcuni suoi atti individuali, che furono messi in primo piano per decenni. Martin Lintzel e Carl Erdmann in particolare hanno dato contributi sostanziali alla ricerca su Enrico. La questione dei motivi per cui Enrico decise di declinare l'offerta dell'unzione, è ciò su cui gli studiosi si sono attualmente maggiormente focalizzati. Gli storici con un orientamento vicino alla Kulturkampf videro nel comportamento di Enrico una necessaria liberazione dall'ingerenza del clero negli affari dello stato; tuttavia, la credenza che fosse presente una vena anticlericale nel carattere e nella politica di Enrico è ormai considerata superata da tempo.
Tuttavia, la prospettiva dello Stato-nazione da cui il regno di Enrico fu visto, portò anche a critiche e svalutazioni. Per Karl Wilhelm Nitzsch, Enrico non aveva raggiunto la meta del suo destino storico perché era morto «senza aver affrontato i compiti che erano stati fissati per la sua stirpe con una politica chiara e risoluta [...]». Nitzsch intendeva con questo un governo centrale più coercitivo che subordinasse i poteri intermedi ducali, come fu fatto invece dal figlio Ottone I. Ma, nonostante ciò, Nitzsch non negò che a Enrico spettasse il ringraziamento per aver dato il via «all'instaurazione benefica del potere tedesco». Nel 1930 Walther Schulze criticò il sovrano nel suo resoconto nel Gebhardts Handbuch der deutschen Geschichte, perché Enrico non aveva rappresentato l'idea imperiale con sufficiente energia, né internamente né esternamente. Nella lotta contro gli slavi e i magiari, Enrico era «determinato non da punti di vista nazionali ma particolaristici».

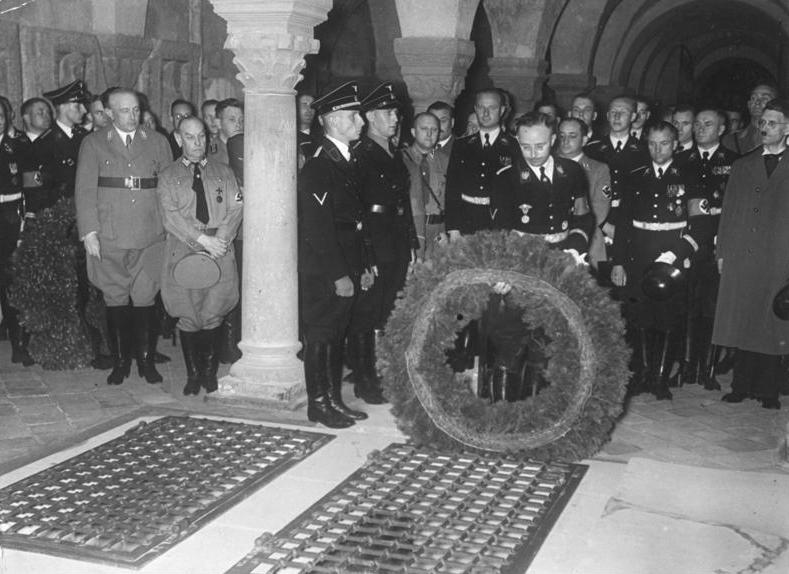
Himmler depone una corona sulla tomba di Enrico I nell'abbazia di Quedlinburg

#### La figura di Enrico sotto il nazionalsocialismo
Per gli ideologi del nazionalsocialismo, «il raduno nazionale dei tedeschi» iniziò sotto Enrico I, e sotto Ottone il Grande «il tentativo cosciente di elevazione [...] nazionale». Questo concetto fu presto diffuso da tutti i centri di formazione del partito fino al Völkischer Beobachter. D'altra parte, Heinrich Himmler e alcuni storici, come Franz Lüdtke in particolare, consideravano il padre di Ottone, Enrico I, come il fondatore del popolo tedesco, il cui figlio aveva poi tradito l'opera. Per celebrare il millesimo anniversario della morte nel 1936, Himmler delineò l'immagine di Enrico I nel suo discorso a Quedlinburg come una figura di leader tardo germanico. Enrico venne scelto come il «nobile contadino del suo popolo», il «capo di mille anni fa», il «primo tra pari». Secondo un'affermazione contemporanea, Himmler si considerava persino una reincarnazione di Enrico I. Questa affermazione, di solito, è vista con più cautela nella letteratura scientifica. La ragione della straordinaria enfasi su questo sovrano medievale può essere trovata nel parallelismo nel firmamento politico complessivo: questo parallelismo venne visto nell'opposizione di Enrico all'universalismo clericale e nell'affermazione contro la Francia e lo slavismo. A seguito della costruzione da parte di Enrico I di numerose fortificazioni su quello che allora era il "confine ungaro" della Germania, Enrico venne considerato da Himmler come il primo protagonista di un orientamento tedesco politico e militare verso l'Est.
L'anno commemorativo 1936 portò anche alla pubblicazione di importanti biografie su Enrico. Per il leader del movimento nazionale orientale, Franz Lüdtke, la presa militante e colonialista di Enrico sull'Est preparava la strada al «grande stato orientale». L'armistizio firmato con i magiari nel 926 venne paragonato alla «pace dittatoriale imposta» del 1918, che doveva essere rotta a tutti i costi. La vittoria contro i magiari fu finalmente raggiunta con la «forte unità del capo e del popolo». Alfred Thoß catalogò la figura di Enrico nell'ideologia del Blut und Boden.
La Geschichte der sächsischen Kaiserzeit di Robert Holtzmann, pubblicata per la prima volta nel 1941, rimase un'opera base anche ben oltre il periodo post-bellico. Secondo Holtzmann, il Reich fu fondato nel 911, ed Enrico lo lasciò «consolidato e sicuro». Tuttavia, i duchi non erano ancora subordinati al potere imperiale e la vita intellettuale non si era ancora sviluppata. Per Holtzmann, la collaborazione di tutte le Stämme nella vittoria di Enrico sui magiari rappresentava il suo più grande successo. La sua moderata rappresentazione degli eventi e una visione de-mitizzata, in particolare riguardo alla Ostpolitik, caratterizzano l'atteggiamento fondamentale della ricerca di Enrico dopo l'era nazista.

### Ricerca moderna

#### Questioni sulle origini del Reich medievale
La convinzione che l'inizio del Reich tedesco sotto Enrico I debba essere collocato nell'anno 919 o in un'altra epoca è stata messa in dubbio per la prima volta da Gerd Tellenbach (1939). Tuttavia, l'idea che il Reich tedesco si sia formato in un lungo processo nel corso dell'Alto Medioevo, in cui il tempo di Enrico I fu molto significativo, non fu più contestata nel periodo successivo. All'inizio degli anni '70, Carlrichard Brühl, in deliberata contraddizione con l'opinione che era prevalsa fino a quel momento, ritenne che «la Germania e la Francia diventarono delle entità mature e indipendenti» solo intorno al 1000-1025. Secondo Brühl, Enrico II fu il primo sovrano che poteva essere chiamato re tedesco e, sempre secondo lo studioso, il periodo ottoniano e il periodo tardo carolingio/inizio capetingo non erano ancora un periodo della storia tedesca o francese, ma era un'epoca in cui avevano luogo solo delle azioni interne al regno franco.
Dagli anni '70, attraverso gli studi di Joachim Ehlers, Bernd Schneidmüller e Carlrichard Brühl, prevalse l'opinione che il "Reich tedesco" non fosse nato come risultato di un evento legato, ad esempio, ad un anno come il 919, ma come il risultato di un processo iniziato nel IX secolo, che in parte non fu ancora completato nemmeno nell'XI e XII secolo. Gli ottoniani Enrico I e Ottone I non sono più considerati come figure che simboleggiano la potenza e grandezza di una Germania ancestrale, ma piuttosto come lontani rappresentanti di una società arcaica.

#### Valutazione del regno di Enrico
Nel primo manuale di storia tedesca dopo il 1945, Helmut Beumann descrisse gli anni dal 919 al 926 come un «allontanamento dalla tradizione carolingia», allontanamento espresso, secondo Beumann, dal rifiuto dell'unzione offerta, dalla rinuncia alla cappella di corte dalla rinuncia all'utilizzo della cancelleria. Nei suoi ultimi tre anni di regno, Enrico ebbe finalmente una posizione «come egemone occidentale». Alla fine degli anni '80, Beumann abbandonò l'idea che la rinuncia del Liudolfingio all'unzione fosse stata un atto programmatico, e sottolineò invece lo sforzo pragmatico di raggiungere un accordo con le forze più importanti del regno.
Negli ultimi tre decenni, il periodo ottoniano a partire da Enrico I ha subito una rivalutazione fondamentale, in particolare da parte degli storici Johannes Fried, Gerd Althoff, Hagen Keller e Carlrichard Brühl. La prima testimonianza della rivalutazione nella ricerca su Enrico è la doppia biografia Heinrich I. und Otto der Große. Neubeginn auf karolingischem Erbe, pubblicata nel 1985 da Althoff e Keller. In precedenza, nel 1981/1982 Althoff e Karl Schmid nell'ambito del progetto di ricerca "Gruppenbildung und Gruppenbewusstsein im Mittelalter", avevano esaminato le iscrizioni dei nomi nel Gedenkbuch (libro commemorativo) dell'abbazia di Reichenau e le avevano confrontate con quelle delle abbazie di San Gallo, Fulda e del monastero femminile di Remiremont in Lotaringia. I Gedenkbuch monastici servivano al bisogno tipico medievale di perpetuare la propria memoria. Colpisce il fatto che nel Gedenkbuch di Reichenau, che fu redatto nell'825, queste voci si gonfiano notevolmente dal 929 in poi e diminuiscono di nuovo bruscamente con la morte di Enrico nel 936. Questi nomi raggruppati sono stati trovati in forma simile anche nei Gedenkbuch di San Gallo e Remiremont e negli Totenannalen (annali dei morti/necrologi) dell'abbazia di Fulda. Sembra quindi che questi gruppi fecero trascrivere i nomi dei loro parenti nei libri di preghiera di diversi monasteri. Enrico aveva affidato sé stesso e la sua famiglia alla commemorazione della preghiera in diversi luoghi insieme a grandi secolari ed ecclesiastici. Tali associazioni erano finalizzate alla pacifica coesione familiare e al sostegno reciproco tra i membri del gruppo. Enrico consolidò queste relazioni con associazioni nobiliari personali, attraverso patti di amicitia o alleanze e giuramenti e ne fece uno strumento di collegamento e di legame con i grandi del regno. Da allora sono stati considerati come una caratteristica della personalità del sovrano Enrico I. Keller e Althoff hanno dimostrato che il consolidamento della regalità di Enrico era essenzialmente basato sull'equilibrio del grande con i mezzi politici di amicitia e pacta. Lo studio della politica dell'amicitia rappresenta un progresso di conoscenza nello studio di Enrico che non si vedeva da molto tempo. Sulla base dei risultati delle alleanze di amicitia, Althoff e Keller mettono in discussione se l'accordo di Enrico con i duchi di Svevia e Baviera, che era stato fatto sulla base di alleanze di amicitia, non fosse basato sull'intuizione che la loro pretesa di disporre dei mezzi regi di potere all'interno dei loro ducati fosse «poco meno fondata o giustificata» rispetto alla «sua stessa pretesa di regalità nel regno dei Franchi Orientali». La tesi delle alleanze amicitia è stata accolta positivamente in tutta la ricerca successiva e rapidamente fatta propria.
Nella sua ricerca, Johannes Fried (1994), diffidando della storiografia ottoniana, ha attribuito maggior peso ai documenti e ha cercato di estrarre da essi dichiarazioni che andassero oltre il loro contenuto fattuale. Per lui, Enrico fu «un genio della tergiversazione. C'era sempre una negoziazione, riconobbe la posizione dei duchi, ed il confronto si concludeva in amicizia».
Nella valutazione della persona e del governo di Enrico I, le attuali opinioni di ricerca non mostrano differenze enormi. Per gli ultimi anni della sua vita, a Enrico viene attribuita una posizione egemonica nell'Occidente cristiano, e la sua posizione è spesso caratterizzata dal riferimento alla figura di un primus inter pares, un'immagine emersa anche prima della metà del XIX secolo.
Il mese di maggio 2019 è stato il 1100º anniversario dell'ascesa al trono di Enrico I. In questa occasione, ha avuto luogo dal 22 al 24 marzo a Quedlinburg la conferenza interdisciplinare 919 – plötzlich König. Heinrich I. und Quedlinburg. I documenti presentati alla conferenza sono stati pubblicati nel 2019. Dal 19 maggio 2019 al 2 febbraio 2020, ha avuto luogo la mostra speciale 919 – und plötzlich König sulla vita e l'opera di Enrico I nel museo del castello e della collegiata di Quedlinburg.

#### Polemiche su Vitichindo come fonte per l'ascesa al trono di Enrico I
Con le notizie tramandate in dettaglio da Vitichindo di Corvey e Liutprando di Cremona, che sono chiaramente scritti dalla prospettiva sassone-ottoniana e italo-ottoniana e riportano il tempo di Enrico I da una prospettiva temporalmente successiva, si pone la questione della verità dei fatti all'interno di quella che era principalmente una cultura della memoria. Nel 1993 fece scalpore la critica di Johannes Fried alla tradizione relativa all'elevazione a re di Enrico I. Fried utilizzò la storiografia ottoniana per mostrare come debba essere giudicata la storiografia sorta in un'epoca in cui la trasmissione orale era la forma di trasmissione predominante. La conoscenza del passato era soggetta a continui mutamenti, perché la memoria storica «cambiava incessantemente e impercettibilmente, anche durante la vita delle persone coinvolte». Fried ha postulato un processo di costante cambiamento, che dopo un certo periodo di tempo porta regolarmente al risultato che gli eventi sottostanti sono distorti oltre il riconoscimento. La visione del passato che ne risultava non era «mai identica alla storia reale». Secondo Fried, con le Res gestae saxonicae di Vitichindo, si ha davanti un «costrutto pieno di errori». La conclusione di Fried per quanto riguarda l'elevazione di Enrico a re è: «Probabilmente non ebbe mai luogo un'elezione generale di Enrico da parte dei Franconi e dei Sassoni. [...] Iniziò come re in Sassonia e gradualmente spinse la sua regalità in un'area che era libera da re dopo [la morte di] Corrado I».
Gerd Althoff, in particolare, ha preso posizione contro la posizione di ricerca di Fried, dando a Vitichindo lo status di fonte importante per lo studio del regno di Enrico. Secondo Althoff, c'erano limiti stretti alla libertà di cambiamento e, conseguentemente, anche alla deformazione quando si trattavano di fatti in cui i potenti avevano un interesse attuale. Le modifiche arbitrarie non erano quindi possibili, anche se, naturalmente, le aspettative dei potenti favorivano anche gli abbellimenti e le idealizzazioni. Inoltre, i numerosi aneddoti, sogni e visioni che sono frequentemente menzionati nella storiografia ottoniana avrebbero un nucleo argomentativo con cui criticare i potenti.
Inoltre, secondo Althoff, è probabile che l'opera di Vitichindo, da lui dedicata alla badessa Matilde, avesse una specifica causa dedicandi: dopo la morte dell'arcivescovo Guglielmo di Magonza nel 968, la ragazza di dodici o tredici anni Matilde rimase l'unico membro della casa imperiale a nord delle Alpi, e lo rimase fino al 972. In questa situazione, l'opera di Vitichindo era adatta «a rendere la giovane figlia dell'imperatore Matilde politicamente capace». Il testo le fornì le conoscenze di cui aveva bisogno per «rappresentare la dominazione ottoniana in Sassonia». Se si assumesse che le Res gestae saxonicae avessero il carattere di uno Speculum principis, allora per Althoff si spiegherebbero anche la ponderazione dell'opera e le omissioni (riassunto della Italienpolitik in un capitolo, nessuna menzione della politica missionaria nell'Est e nemmeno una parola sugli eventi attorno alla fondazione dell'arcidiocesi di Magdeburgo). La conclusione di Althoff è quindi che Vitichindo costituisce un «testimone principale e degno di fiducia». Althoff è stato anche in grado di confermare le affermazioni di base della storiografia ottoniana grazie a nuovi risultati di ricerca, come quelli sulla tradizione memoriale e la ricerca sui conflitti. Hagen Keller ha richiamato l'attenzione sul fatto che nel 967/968 c'erano ancora testimoni contemporanei che avevano vissuto gli eventi del tempo di Enrico I. Keller esprime riserve fondamentali sulla possibilità di trasferire i risultati della ricerca ottenuta dall'etnologia sulle tecniche di trasmissione orale in culture quasi senza scrittura a un autore come Vitichindo, che era invece alfabetizzato e colto. L'attuale ricerca di Enrico si muove tra le due posizioni estreme di Althoff e Fried.

## Fonti

### Documenti e regesti
- MGH: Diplomata regum et imperatorum Germaniae, Bd. 1. Die Urkunden Konrads I., Heinrich I., und Ottos I., herausgegeben von Theodor Sickel, Hannover, 1879–1884.
- Johann Friedrich Böhmer, Emil von Ottenthal, Hans Heinrich Kaminsky, Regesta Imperii II, 1. Die Regesten des Kaiserreiches unter Heinrich I. und Otto I., Hildesheim, 1967.

### Fonti letterarie
- (DE)  Vitichindo di Corvey, Die Sachsengeschichte des Widukind von Corveym in Quellen zur Geschichte der sächsischen Kaiserzeit. (= Freiherr-vom-Stein-Gedächtnisausgabe. Bd. 8.). Bearbeitet von Albert Bauer, Reinhold Rau. 5. Auflage, Darmstadt, Wissenschaftliche Buchgesellschaft, 2002, pp. 1–183
  - Widukind di Corvey, Le imprese dei Sassoni, traduzione di Paolo Rossi, Pisa, Pisa University Press, 2021, ISBN 978-88-3339-512-8
- (DE)  Liutprando di Cremona, Werke, in Quellen zur Geschichte der sächsischen Kaiserzeit. (= Freiherr-vom-Stein-Gedächtnisausgabe. Bd. 8.). Bearbeitet von Albert Bauer, Reinhold Rau. 5. Auflage. Wissenschaftliche Buchgesellschaft, Darmstadt, 2002, pp. 233–589.
  - Liutprando da Cremona, Alessandro Cutolo (a cura di), Tutte le opere: La restituzione - Le gesta di Ottone I - La relazione di un'ambasciata a Costantinopoli, traduzione di Alessandro Cutolo, Milano, Bompiani, 1945.
  - Liutprando da Cremona, Paolo Chiesa (a cura di), Antapodosis, Scrittori greci e latini, Arnoldo Mondadori Editore, 2015, ISBN 978-88-04-52190-7.
- Tietmaro di Merseburgo, Chronik. Neu übertragen und erläutert von Werner Trillmich. Mit einem Nachtrag von Steffen Patzold. (= Freiherr-vom-Stein-Gedächtnisausgabe. Bd. 9). 9., bibliographisch aktualisierte Auflage. Wissenschaftliche Buchgesellschaft, Darmstadt 2011, ISBN 978-3-534-24669-4.
  - Tietmaro, Cronaca di Tietmaro, Fonti tradotte per la storia dell'Alto Medioevo, traduzione di Matteo Taddei, Pisa University Press, ISBN 978-8833390857.
  - Tietmaro di Merseburgo, Piero Bugiani (a cura di), Chronicon. L'anno mille e l'impero degli Ottoni, Bifröst, traduzione di Piero Bugiani, Viterbo, Vocifuoriscena, 2020, ISBN 978-88-99959-29-6.

### Rappresentazioni generali
- (DE)  Gerd Althoff, Die Ottonen. Königsherrschaft ohne Staat. 3., durchgesehene Auflage, Stuttgart, Kohlhammer, 2013, ISBN 978-3-17-022443-8.
- (DE)  Gerd Althoff, Hagen Keller: Die Zeit der späten Karolinger und der Ottonen. Krisen und Konsolidierungen 888–1024 (= Gebhardt. Handbuch der deutschen Geschichte. Bd. 3). 10., völlig neu bearbeitete Auflage. Stuttgart, Klett-Cotta,  2008, ISBN 978-3-608-60003-2.
- (DE)  Helmut Beumann, Die Ottonen. 5. Auflage, Stuttgart u. a., Kohlhammer, 2000, ISBN 3-17-016473-2.
- (DE)  Matthias Becher, Rex, Dux und Gens. Untersuchungen zur Entstehung des sächsischen Herzogtums im 9. und 10. Jahrhundert (= Historische Studien. Bd. 444). Husum, Matthiesen,  1996, ISBN 3-7868-1444-9.
- (DE)  Gabriele Köster, Stephan Freund (a cura di), 919 – Plötzlich König. Heinrich I. und Quedlinburg (= Schriftenreihe des Zentrums für Mittelalterausstellungen Magdeburg. Bd. 5), Regensburg, Schnell & Steiner,  2019, ISBN 978-3-7954-3397-0.
- (DE)  Johannes Fried, Der Weg in die Geschichte. Die Ursprünge Deutschlands bis 1024, Berlin, Propyläen, 1998, ISBN 3-548-26517-0.
- (DE)  Hagen Keller, Die Ottonen, München, C. H. Beck, 2001, ISBN 3-406-44746-5.
  - Hagen Keller, Giovanni Isabella (a cura di), Gli Ottoni. Una dinastia imperiale fra Europa e Italia (secc. X e XI), Roma, Carocci Editore, 2012, ISBN 978-88-430-5714-6.
- (DE)  Ludger Körntgen, Ottonen und Salier. 3. durchgesehene und bibliographisch aktualisierte Auflage, Wissenschaftliche Buchgesellschaft, Darmstadt 2010, ISBN 978-3-534-23776-0.
- (DE)  Timothy Reuter (a cura di), The New Cambridge Medieval History 3. c. 900–1024. Cambridge University Press, Cambridge 1999, ISBN 0-521-36447-7.

### Biografie
- (DE)  Gerd Althoff, Hagen Keller, Heinrich I. und Otto der Große: Neubeginn auf karolingischem Erbe. 2 Teile. Göttingen, Muster-Schmidt, 1985, ISBN 3-7881-0122-9.
- (DE)  Wolfgang Giese, Heinrich I. Begründer der ottonischen Herrschaft, Darmstadt, Wissenschaftliche Buchgesellschaft, 2008, ISBN 978-3-534-18204-6. (Recensione)
- (DE)  Bernd Schneidmüller, Heinrich I. (919–936), in Bernd Schneidmüller, Stefan Weinfurter (a cura di), Die deutschen Herrscher des Mittelalters. Historische Portraits von Heinrich I. bis Maximilian I. (919–1519). Beck, München 2003, ISBN 3-406-50958-4, pp. 15–34, 563 sgg. (online)
- Georg Waitz, Jahrbücher des Deutschen Reichs unter König Heinrich I., Berlin, Duncker & Humblot, 1863, ristampa 1963. (online